# Фортеця святої Єлисавети

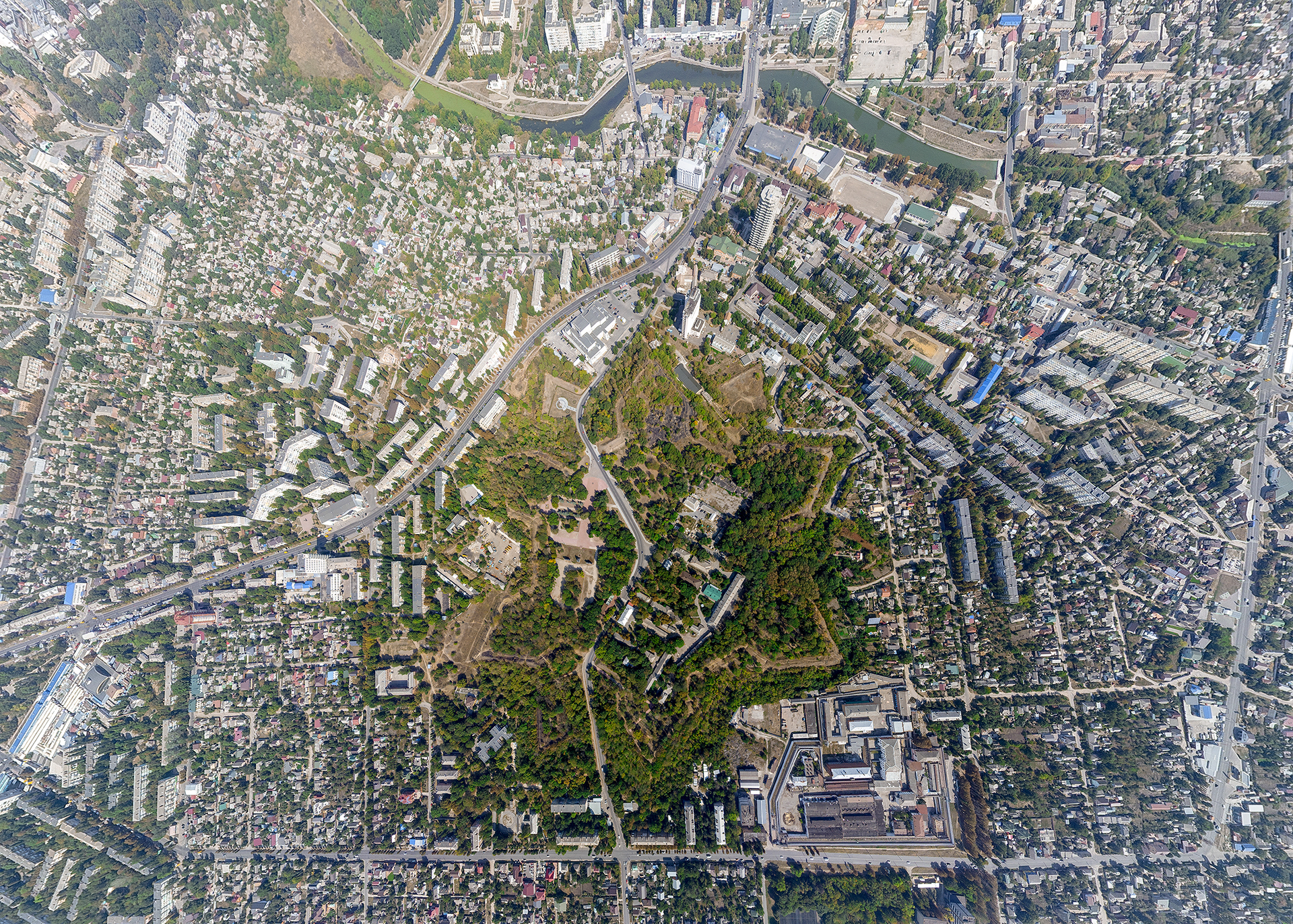
Вигляд з висоти, фото — Андрій Ткач

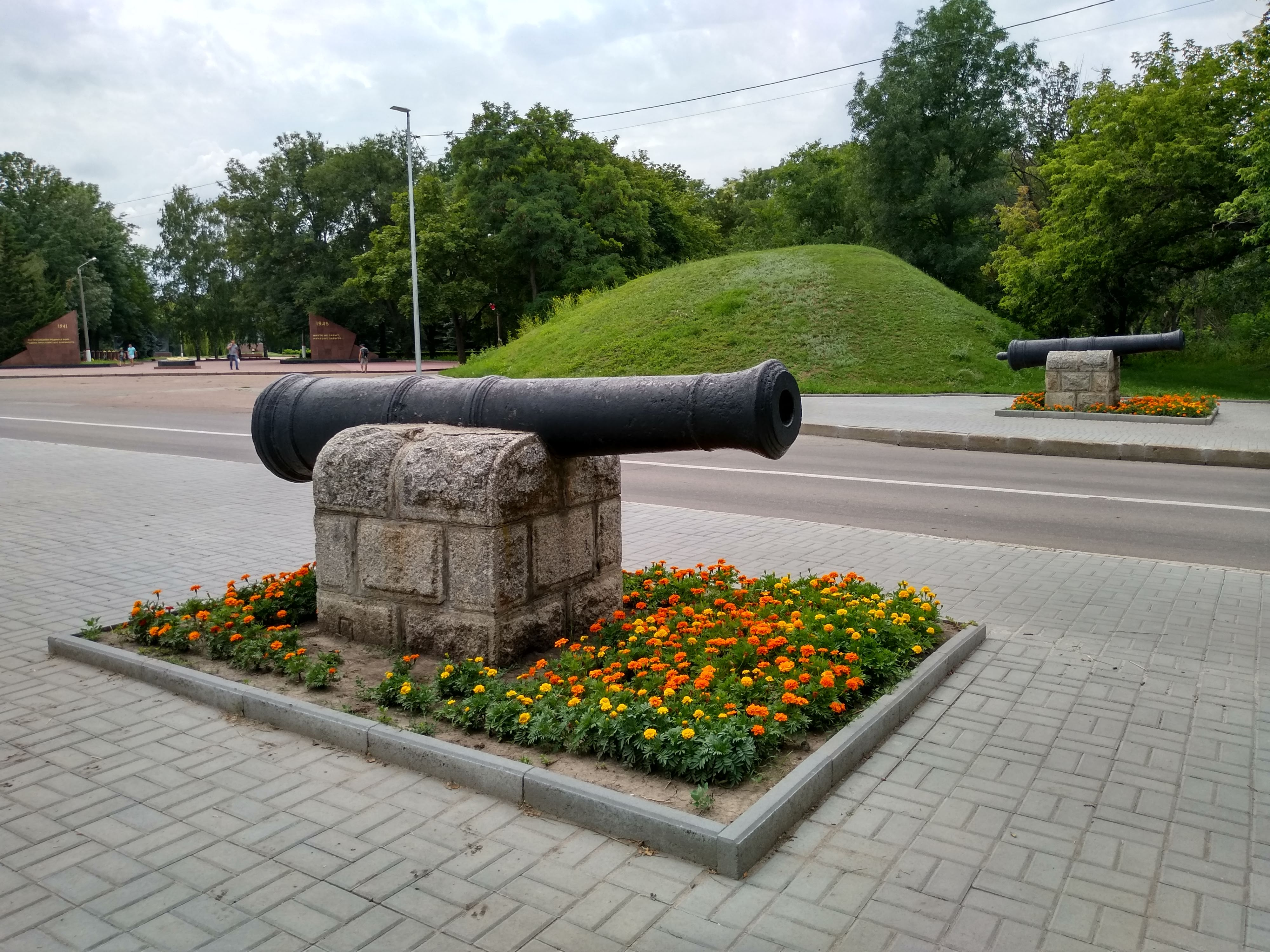
Гармати і вали фортеці Єлисавети в сучасному Кропивницькому

Форте́ця Єлисаве́ти (Єлисаветинська фортеця; трапляється також написання Фортеця Єлизавети, Єлизаветинська фортеця) — фортеця-зірка, адміністративний центр Новосербського поселення (Нової Сербії та Новослобідського козацького полку). Названа на честь Святої Елисавети — покровительки імператриці Єлизавети Петрівни. У сучасності представляє собою парк з військовим цвинтарем всередині.
Мала форму правильного шестикутника периметром (разом із зовнішніми укріпленнями) до 6 верст. Єлисаветинська фортеця була головним поселенням (штаб-квартирою) Новослобідського козацького (згодом Єлисаветградського пікінерного) полку. Фортеця була одним з оплотів російського впливу в регіоні: протягом 1753—1764 вона була місцем перебування вищого російського командування на півдні України; у ній діяла слідча комісія у гайдамацьких справах (з 1756). Під час російсько-турецької війни 1768—1774, коли у межі Єлисаветградської провінції вдерлися татари, гарнізон укріплення закрився у фортеці і не вступив в бій з татарами, які безкарно пограбували і попалили навколишні села. З 1775 фортеця Єлисавети зігравши головну роль у ліквідації Запорозької Січі остаточно втрачає своє оборонне значення. У 1784 фортецю було ліквідовано, з неї було вивезено до Херсона всю артилерію. Повне скасування статусу фортеці Єлисавети здійснилося 15 березня 1805 року.

## Історія фортеці

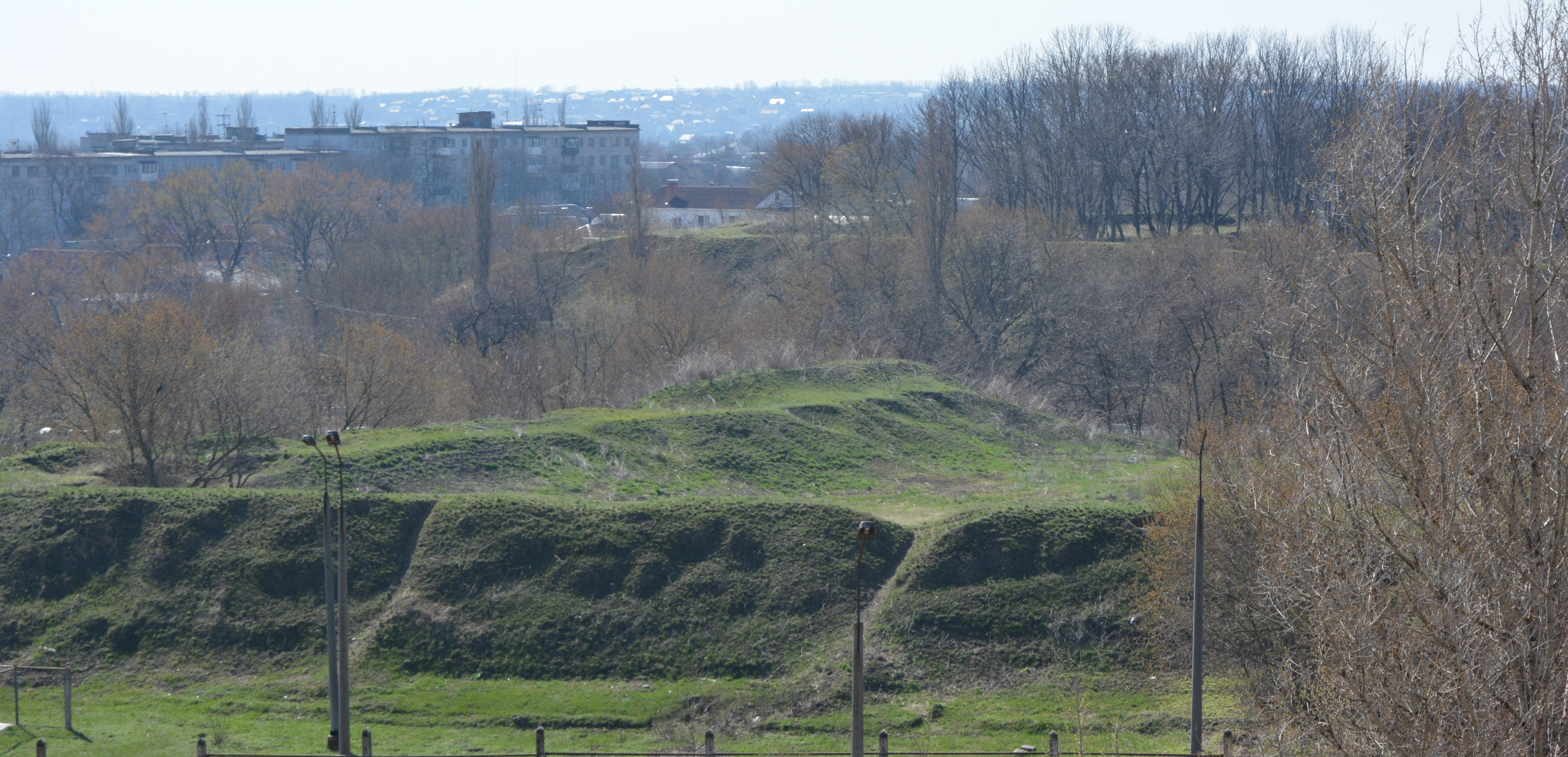
Земляні вали

Фортецю Єлисавети було побудовано відповідно до сенатського указу, яким також створювалась Нова Сербія. Указ був підписаний імператрицею Єлизаветою 4 січня 1752 року. На підставі указу була видана жалувана грамота Івану Хорвату та інструкція Івану Глєбову. Проект затверджений 30 липня 1752 року. Вибір місця розташування обумовлений приблизно рівною відстанню від вже наявних тоді фортець — Архангельської (тепер — Новоархангельськ) на Синюсі та Мішуриноріжської на Дніпрі, що створювало оборонну лінію з трьох великих укріплень, проміжки між якими захищалися новосербськими шанцями та козацькими форпостами.
Місце для фортеці обрав генерал артилерії І. Ф. Глєбов згідно з наданою йому 3 лютого 1752 року спеціальною інструкцією. Затвердив його Сенат на засіданнях 21 березня та 1 квітня 1753 року. Але у зв'язку з напруженою політичною ситуацією будівництво було затримано і указ про його початок вийшов тільки 3 березня 1754 року. Урочисте закладання фортеці відбулося 18 червня 1754 року. Будівельними роботами керував інженер-підполковник Л. І. Менцеліус.
Для будівництва фортеці прибув Гадяцько-Миргородський полк (1390 козаків), який виконав основні роботи за чотири місяці: з червня по жовтень 1754. Під час робіт загинуло 72 козаки, 233 захворіло, 855 втекло на Січ.
Фортеця складалася з утвореного земляними валами шестикутника бастіонних фронтів з шістьома равелінами поперед куртин. Вся фортифікаційна система оточувалася глибокими сухими ровами, вздовж зовнішнього периметру яких проходила фортечна дорога, прикрита шістьома гласисами. На березі Інгулу, для його оборони, в 175 сажнях від фортеці був окремий горнверк — шанець Св. Сергія. Бастіони мали форму п'ятикутників, з відкритими на фортечний плац горжами. У бастіонів були подвійні фланки. Равеліни мали форму неправильних ромбів і були відкриті з тилу. У випадку захоплення ворогом це робило їх беззахисними з боку фортечного вогню. Всі верки (захисні споруди) були земляними. Головний вал був висотою 19 футів, товщиною — 18 футів, висота понижених фланків — 7,5 9 футів, висота равелінів — 16 футів, висота гласисів — 7 футів, глибина ровів — 18-21 футів.
У фортеці було троє воріт, облаштованих сторожовими вежами та кордегардіями — Троїцькі (головні, тепер виїзд на Ново-Олексіївку), Пречистенські та Всіхсвятські. Бастіони фортеці названі іменами святих — Петра (перший від Троїцьких воріт за стрілкою годинника), далі послідовно — Олексія, Андрія Первозваного, Олександра Невського, Архістратига Михаїла та Катерини. Равеліни також мали святих покровителів — Анни (навпроти Троїцьких воріт), потім по колу — Наталії, Іоанна, Пресвятих Печерських, Миколая та Феодора.

Вид з висоти пташиного польоту, аерозйомка 1943

У зв'язку зі стурбованістю Туреччини щодо правомірності місця розташування фортеці та розпочатими з цього приводу переговорами, будівництво у середині жовтня 1754 року було призупинене, хоча в цілому оборонні вали були вже насипані, тільки не на повну висоту. За донесенням особливого турецького уповноваженого паші Девлет-Алі-Сент-Аги, який здійснив огляд фортеці Єлисавети, у 1755 році вона була вже побудована «міцно і надійно», але вали невисокі, у деяких місцях до 2 аршинів, а де й менше. На висновки турецького візитера, що заспокоїли Порту, очевидно вплинуло дуже добре прийняття, яке йому організували попереджені завчасно російським послом у Стамбулі надвірним радником О. М. Обрєзковим комендант фортеці бригадир О. І. Глєбов та головний військовий командир краю генерал-майор І. Ф. Глєбов. Незважаючи на дипломатичні дебати, роботи у фортеці з причини ускладнення на південному кордоні були поновлені вже у 1756 році: вздовж прикритої дороги поставлений палісад, де не було брустверів, — улаштовані рогатки, у вихідних кутах і на фланках бастіонів, а також на фасах равелінів поставлені гармати, перед якими насипали бруствери.
Артилерійське озброєння фортеці тоді складалося зі 120 гармат, 12 мортир, 6 фальконетів, 12 гаубиць та 6 мортирів. В наступні роки будівельні роботи у фортеці продовжувалися, але дуже повільно і не були закінчені навіть до кінця правління імператриці Єлисавети (1761 р.) На території фортеці було розбудоване ціле місто, в центрі якого стояла дерев'яна Свято-Троїцька церква, що з 1755 по 1801 роки мала статус соборної. Солдатські казарми були розраховані на 2200 вояків. Гарнізон складався з трьох батальйонів та двох команд — артилерійської та інженерної. Тут знаходилися комендантський, ганералітетський, протопопський будинки, порохові погреби (один з них, що у бастіоні Св. Петра, у 1994 році був досліджений кіровоградськими археологами), кузні, криниці, провіантський магазин (склад), кордеґардії та інші будівлі. Чотирнадцятикімнатний дім, в якому у 1787—1788 роках жив генерал-фельдмаршал князь Г. О. Потьомкін, пізніше був пристосований для перебування послів, що зупинялися тут, подорожуючи з Петербурга до Константинополя і зворотно.
В 1763 році у фортеці було відкрито школу для офіцерських дітей, у 1764 році — засновано першу в Україні друкарню гражданського шрифту, у 1787—1788 роках Григорій Потьомкін заснував тут один з перших в Україні медичних навчальних закладів — медико-хірургічну школу, яку закінчив Єфрем Мухін (1766—1850), що став видатним хірургом і був одним з вчителів Миколи Пирогова (1810—1871). Сам Пирогов працював у фортечній лікарні під час Кримської війни 1853—1856 років. На території лікарні встановлене погруддя славетному хірургу.

### Особистості в історії фортеці

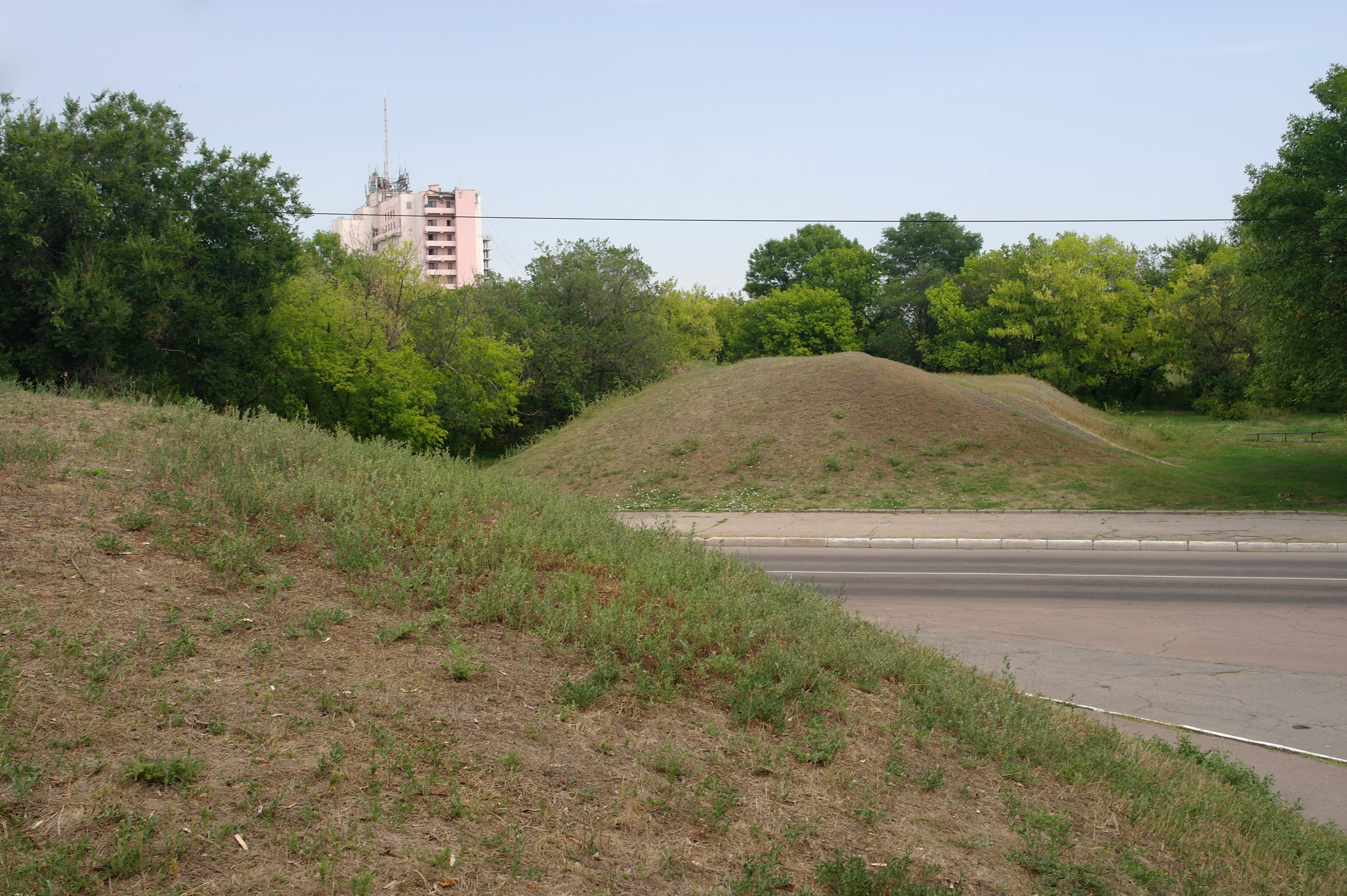
Місце головної брами

З історією фортеці Єлисавети пов'язано багато знаменитостей. Влітку 1769 року тут перебував зі штабом своєї 2-ї армії генерал-аншеф П. О. Рум'янцев (1725—1796), генерал-фельдмаршал з 1770 р., граф з 1775 р.). Тоді ж у фортеці знаходився Донський козачий полк Є. Д. Кутейникова (1725—1779), в якому служив хорунжим О. І. Пугачов (1740—1775). Приборкувач Пугачовського повстання генерал-аншеф граф П. І. Панін (1721—1789) теж був у фортеці Єлисавети — у 1770 році йому тут організували тріумфальну зустріч з гарматним салютом як покорителю Бендер. Розминувся він тоді з хорунжим Пугачовим, щоб через кілька років переслідувати його як самозванця Петра ІІІ.
У 1779 році у фортеці був член Військової колегії генерал-поручик І. І. Апухтін (1726—1804). Князь Г. О. Потьомкін (1739—1791, генерал-фельдмаршал з 1784 року) вперше прибув у фортецю 27 вересня 1782 року, пізніше він часто приїздив і жив у своєму фортечному будинку. Часто і на досить тривалий час у 1773—1794 роках у фортеці перебував М. І. Кутузов (1745—1813, генерал-фельдмаршал з 1812 року). Знаменитий полководець О. В. Суворов (1729—1800, генерал-фельдмаршал з 1794 року) бував у фортеці в 1786 та 1792 роках. Відомий австрійський фельдмаршал принц Ш. Ж. де Лінь знаходився у фортеці у 1788 році і залишив про цей період цікаві спогади. Генерал-фельдмаршал (1799) граф (1797) І. В. Гудович (1741—1820) був у фортеці Єлисавети коли командував корпусом під час російсько-турецької війни 1787—1791.
Бували тут і кошові отамани та січова старшина українських козаків. Після ліквідації Запорозької Січі у 1775 році архів і зброя запорожців певний час зберігалися у фортеці.

### Участь у російсько-турецькій війні (1768—1774)

План-схема

Безпосередньо у бойових діях фортеця Єлисавети брала участь тільки один раз. Сталося це під час російсько-турецької війни 1768—1774 років, перша кампанія якої розпочалася 1769 року навалою Кримського хана Кирима Ґерая на Єлисаветградську провінцію. 4 січня очолюване ним 70-тисячне турецько-татарське військо перейшло російський кордон біля Орловського шанця і 7 січня зупинилося біля фортеці Єлисавети, в якій укрився начальник провінції генерал-майор О. С. Ісаков з гарнізоном та місцевими жителями. Орду зустрів вогонь фортечних гармат. Кирим Ґерай не зважився на штурм, а О. С. Ісаков не міг йому протиставити достатньої військової сили для відкритого бою. Нападники розділилися на кілька загонів, знищили вогнем і мечем поблизькі села, захопили в полон більше тисячі жителів, забрали багато худоби та відійшли за Дністер. За легендою з фортеці була зроблена вилазка кінного загону князя І. В. Багратіона, який порубав ар'єргард татар, хоча документальних підтверджень цьому факту немає. Це було останнє татарське нашестя на Україну. Певну роль в його невдачі зіграла і фортеця Єлисавети. В кінці XVIII ст. фортеця Єлисавети втрачає своє стратегічне значення.

### Знезброєння та розформування

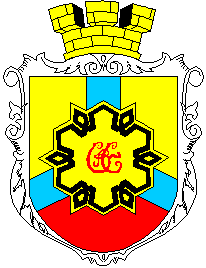
Контури фортеці на гербі Кропивницького

Рескриптом імператриці Катерини ІІ від 10 лютого 1784 року на ім'я генерал-фельдмаршала князя Г. О. Потьомкіна було повідомлено, що фортеця Єлисавети «так як за своїм становищем в середині держави фортецею вважатися не могла і була перетворена на внутрішнє місто». Поступово, протягом кількох років фортеця обеззброювалася. У 1794 році тут ще утримувалося 162 гармати, які обслуговувалися 277 артилеристами. Гармати та артилерійські припаси вивозили в прикордонні міста, головним чином у Херсон. У квітні 1795 року 5 гармат було відправлено в Новомиргород. Тільки дві гармати збереглися у фортеці Єлисавети — вони встановлені на кам'яних п'єдесталах при в'їзді з колишніх Пречистенських воріт.
Повне скасування статусу фортеці Єлисавети здійснилося 15 березня 1805 року. Фортечний гарнізон був розформований, але в казармах ще багато років розміщався нестройовий батальйон (три інвалідні роти).

### Адміністративні функції
В роки радянсько-української війни через фортецю проходили шляхи отаманів УНР, анархістів, червоногвардійців, німецьких інтервентів, повстанців Григор'єва, російських білих і більшовиків, які після остаточного заволодіння Україною створили на території фортеці в'язницю для політичних опонентів, передусім для отаманів Холодного Яру. Коло колишніх головних воріт розташовувалася місцева ЧК на підвалах якої у 1922 побував Юрій Горліс-Горський (у 1977 поряд із фортецею було встановлено пам'ятник «Захисникам правопорядку», відомий у народі як «пам'ятник чекістам»).

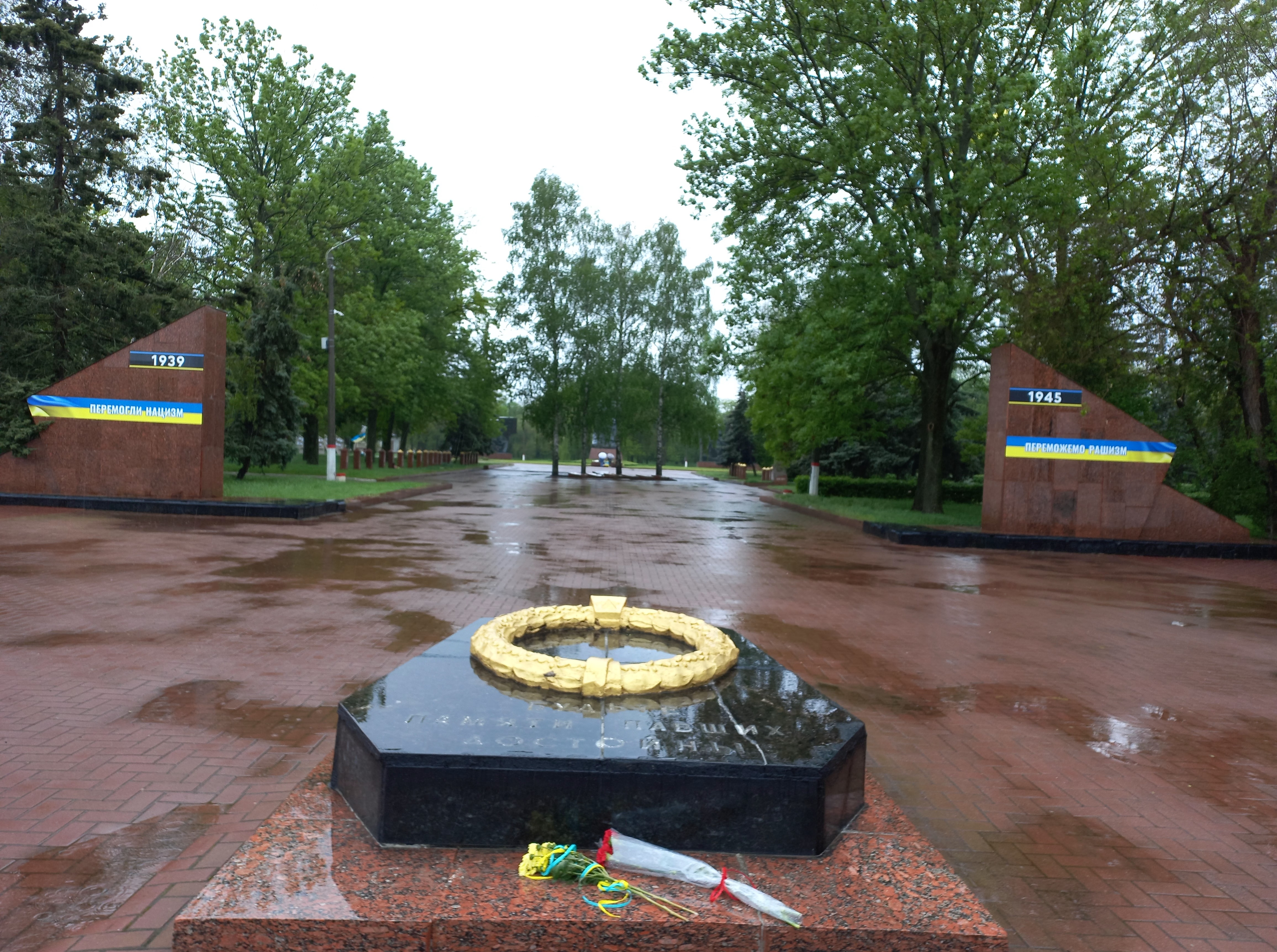
Пантеон Вічної Слави
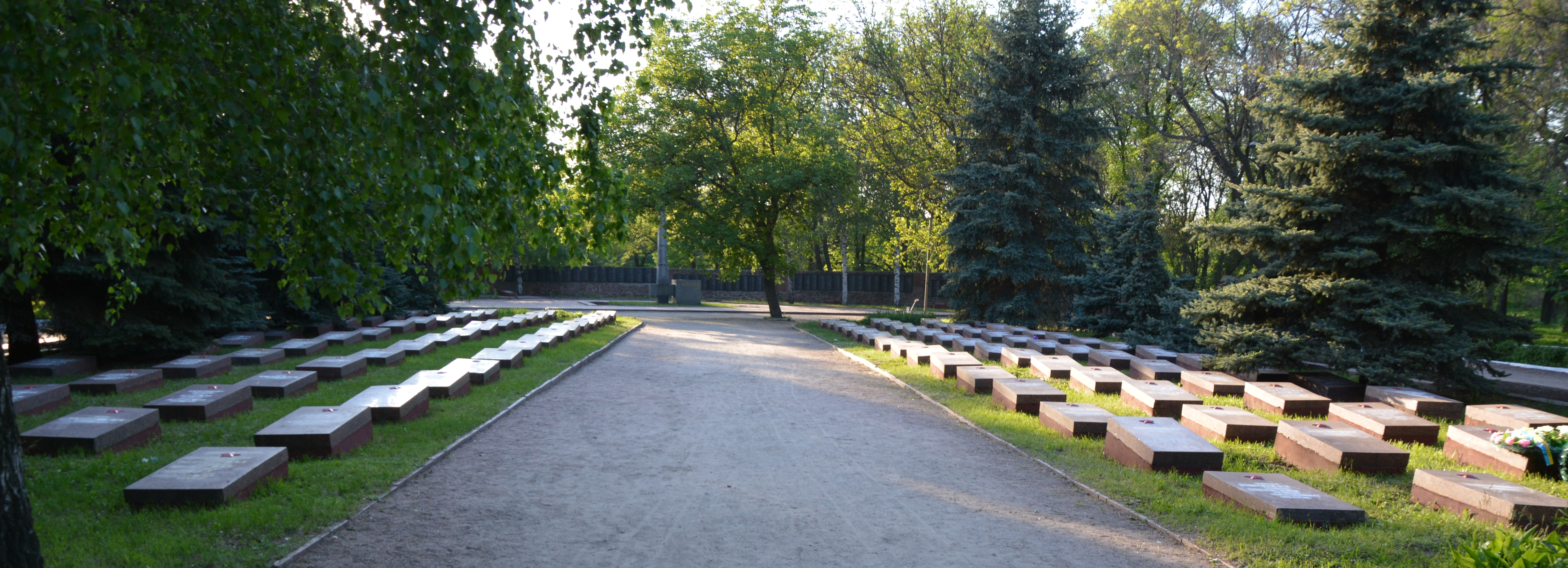
Могили загиблих в боях 2 Українського фронту
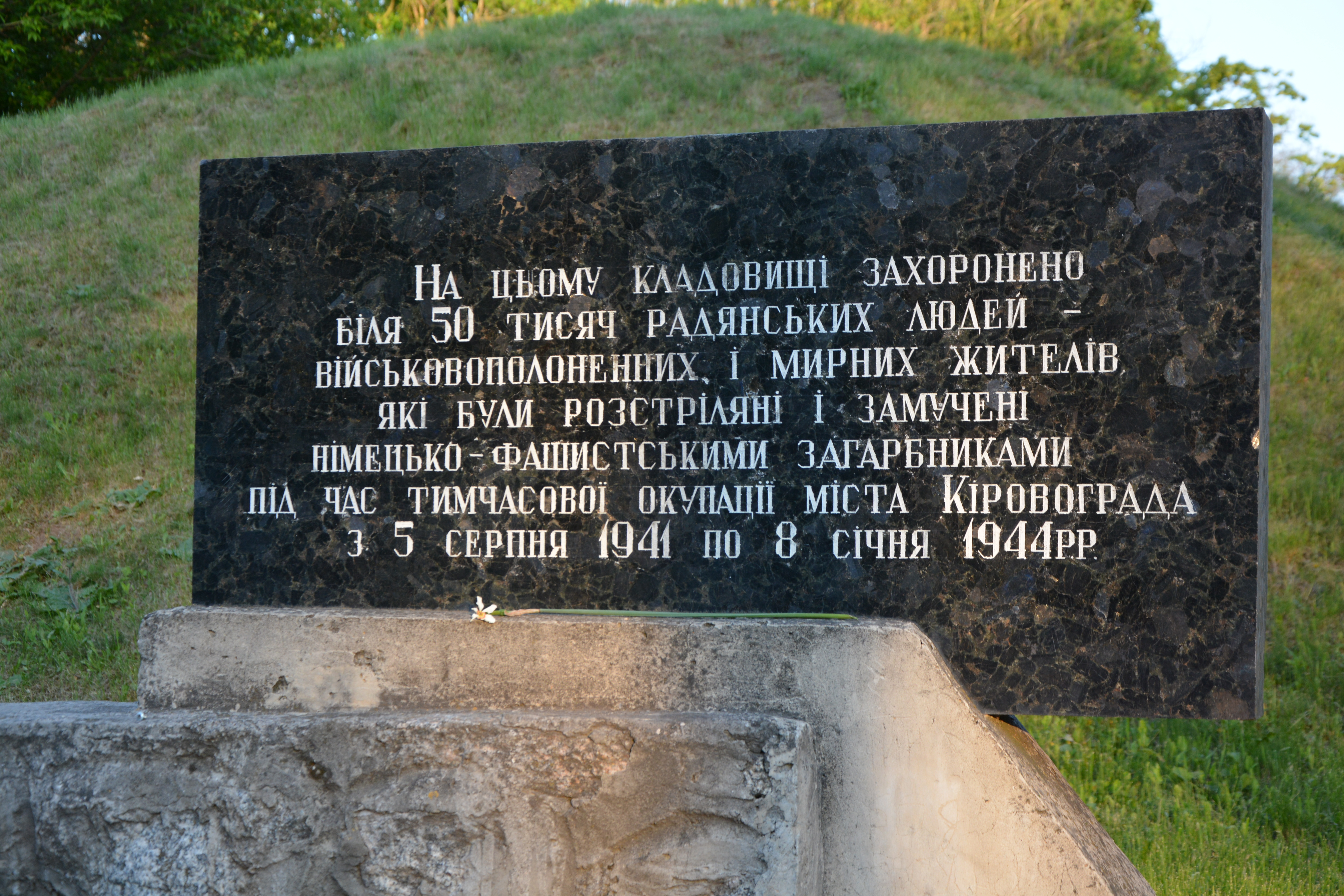
Меморіальна дошка присвячена жертвам окупації
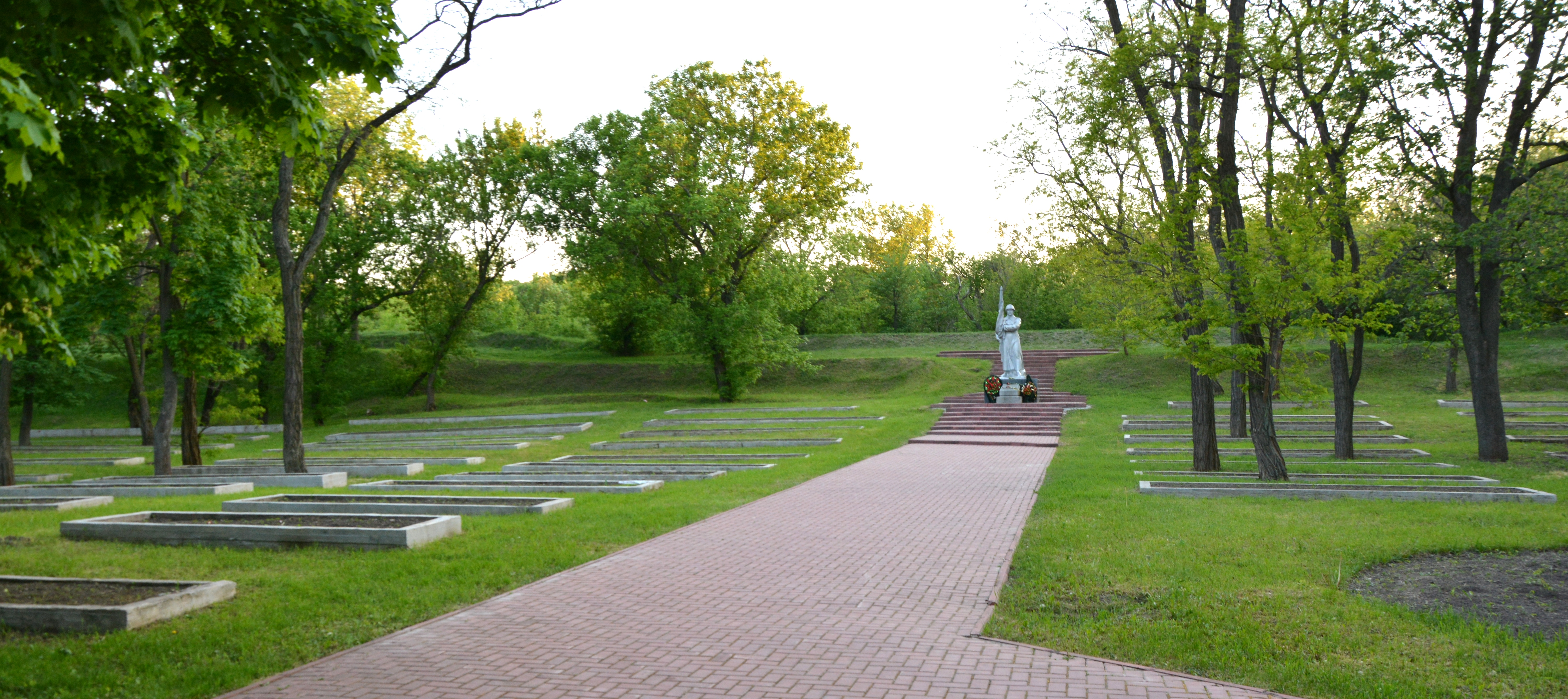
Пам'ятник жертвам нацизму на Катеринівському бастіоні, по боках розташовані братські могили які насправді є заритими траншеями з тілами
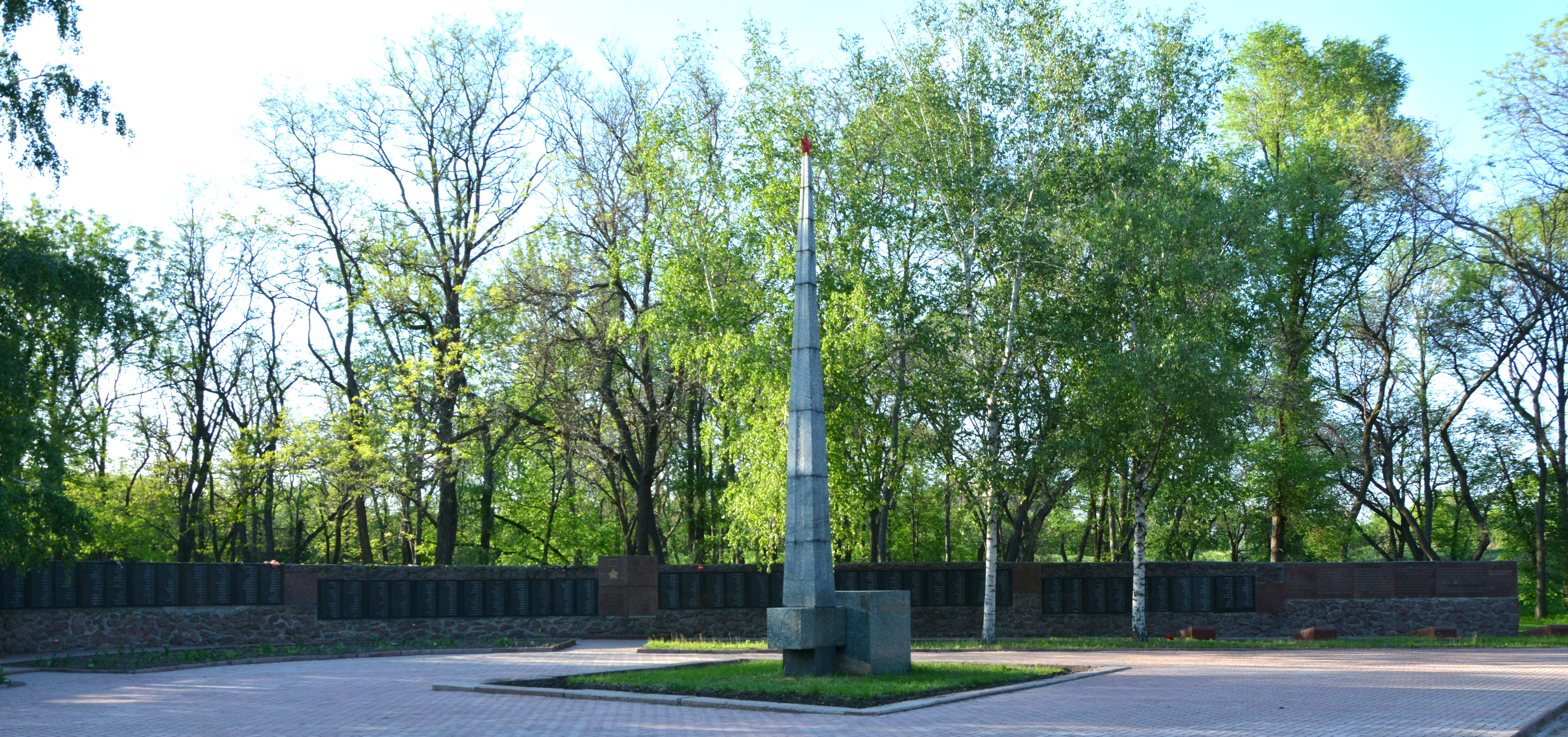
Стіна пам'яті
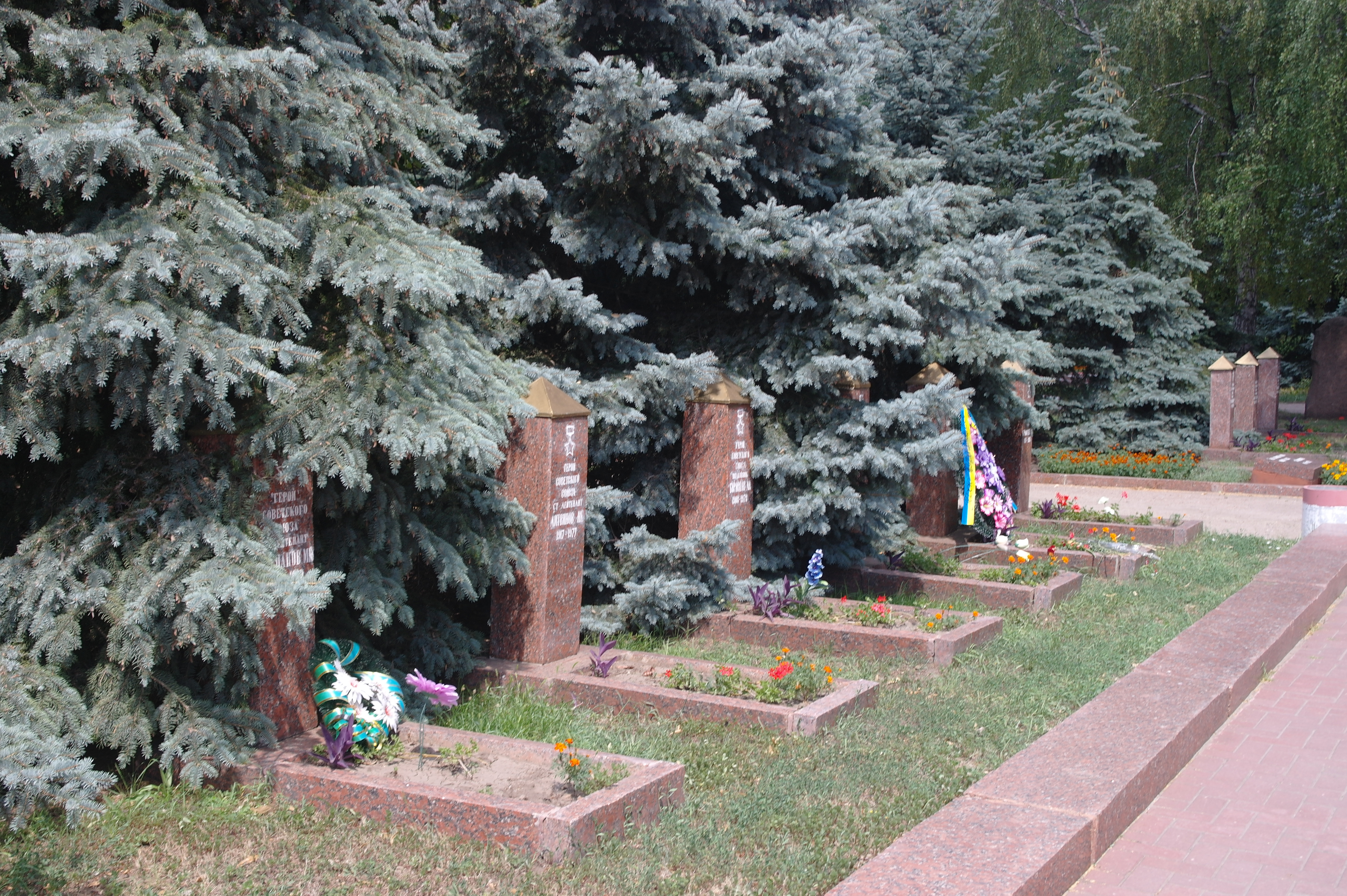
Могили воїнів померлих після Другої світової війни
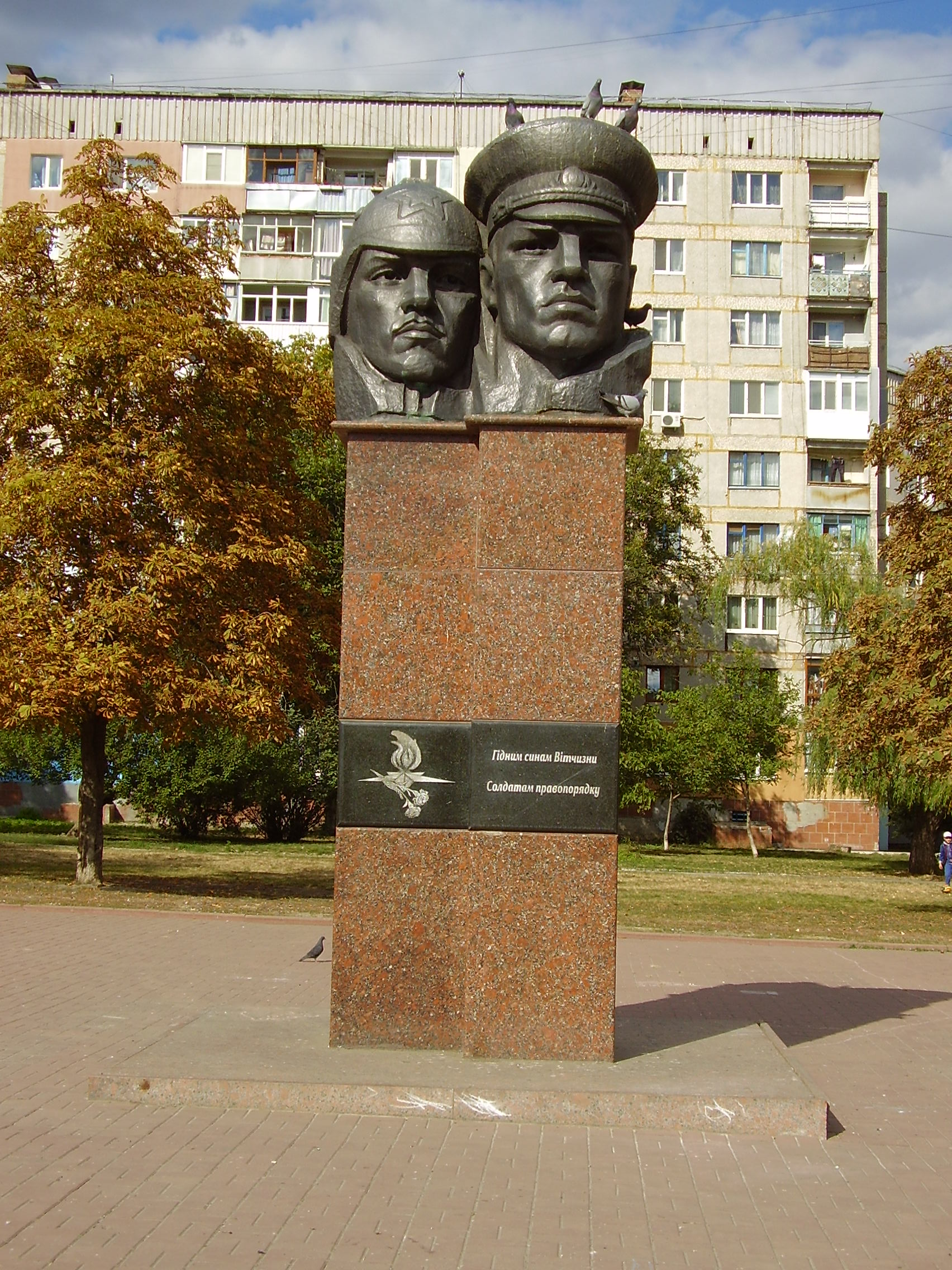
Пам'ятник чекістам

У часи Голодомору та репресій співробітники ОДПУ і НКВС таємно ховали тут тіла загиблих від голоду і катувань на допитах. За словами місцевого історика Сергія Мілютіна половину засуджених за статтею про контрреволюцію у Кірові, окрім українців, становили греки, родини яких приїхали сюди ще у XVIII столітті, євреї та поляки.
Під час Другої світової війни нацисти проводили тут розстріли кількох тисяч місцевих партизан і євреїв. Також біля фортеці існувала частина РОА, яка пізніше була розгромлена партизанами. Після війни тут було поховано 50 тисяч вбитих з усього міста та створено меморіальний комплекс Пантеон Вічної слави.
Кам'яні плити встановлені на місці могил у 1960х, а статуя Скорботна Батьківщина-мати встановлена у 1981—1982 роках.
Влітку 2021 року під час подорожі Україною фортецю вперше відвідав іноземний блогер, Алекс ван Терхейден відомий на YouTube як Wondering Englishman, і у своєму 45-хвилинному блозі зробив її огляд.
Наприкінці 2024 року на Пантеоні Вічної Слави, за рішенням міської ради, дату Другої Світової Війни було замiнено на справжню (1939-1945) у розв'язанні якої Радянський Союз відіграв таку саму роль як i Нацистська Німеччина на знак відходу країни від радянської тоталiтарної та російської авторитарної політичної ілеології, оскільки Росія часто виправдовує свою збройну агресію проти України "подвигом предків".

## Сучасність
Фортеця Святої Єлисавети є унікальною фортифікаційною пам'яткою XVIII ст. Сучасне використання фортечного комплексу не відповідає його історико-культурному значенню.
Зараз тут розташований меморальний комплекс, присвячений героям Другої світової війни. Зокрема могили Героїв Радянського Союзу Григорія Куроп'ятникова, Григорія Балицького, Дмитра Осатюка, Івана Усенка, Василя Галушкіна, Івана Коваля, Миколи Литвинова, Дмитра Семенова, Барі Габдрахманова, Кузьми Антоненко, Ореста Боровкова, Миколи Барболіна, Михайла Родіонова, Валерія Верхоланцева, Юрія Глібка, Миколи Жосана, Олексія Єгорова, Григорія Ткачова, Миколи Климова, Олександра Волкова, Олександра Зінченка.
На сьогодні збереглося 85 % споруд фортеці включаючи всі бастіони, більшість равелінів, ескарпів, куртинів, та гласісів, але вони є дуже занедбаними і потребують серйозної реставрації (щоб вони не зникли з плином часу регулярно виникали пропозиції забетонувати їх, проте через високий рівень корупції в країні вони так і не були розглянуті місцевою владою.
Фортецю внесено до переліку пам'яток культурної спадщини України. Її контури лежать в основі герба Кропивницького.

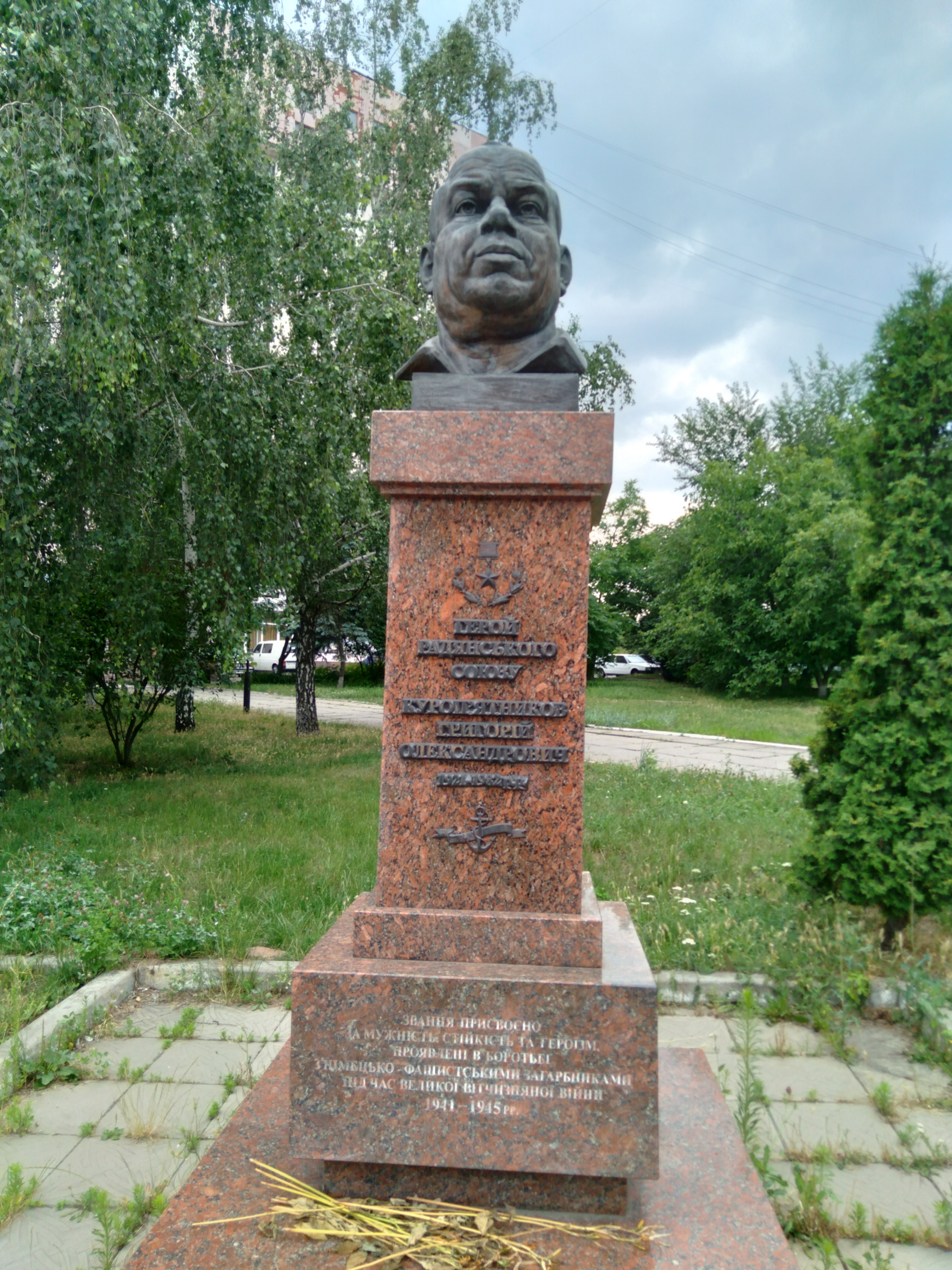
Пам'ятник Герою Радянського Союзу Григорію Куроп'ятникову коло фортеці
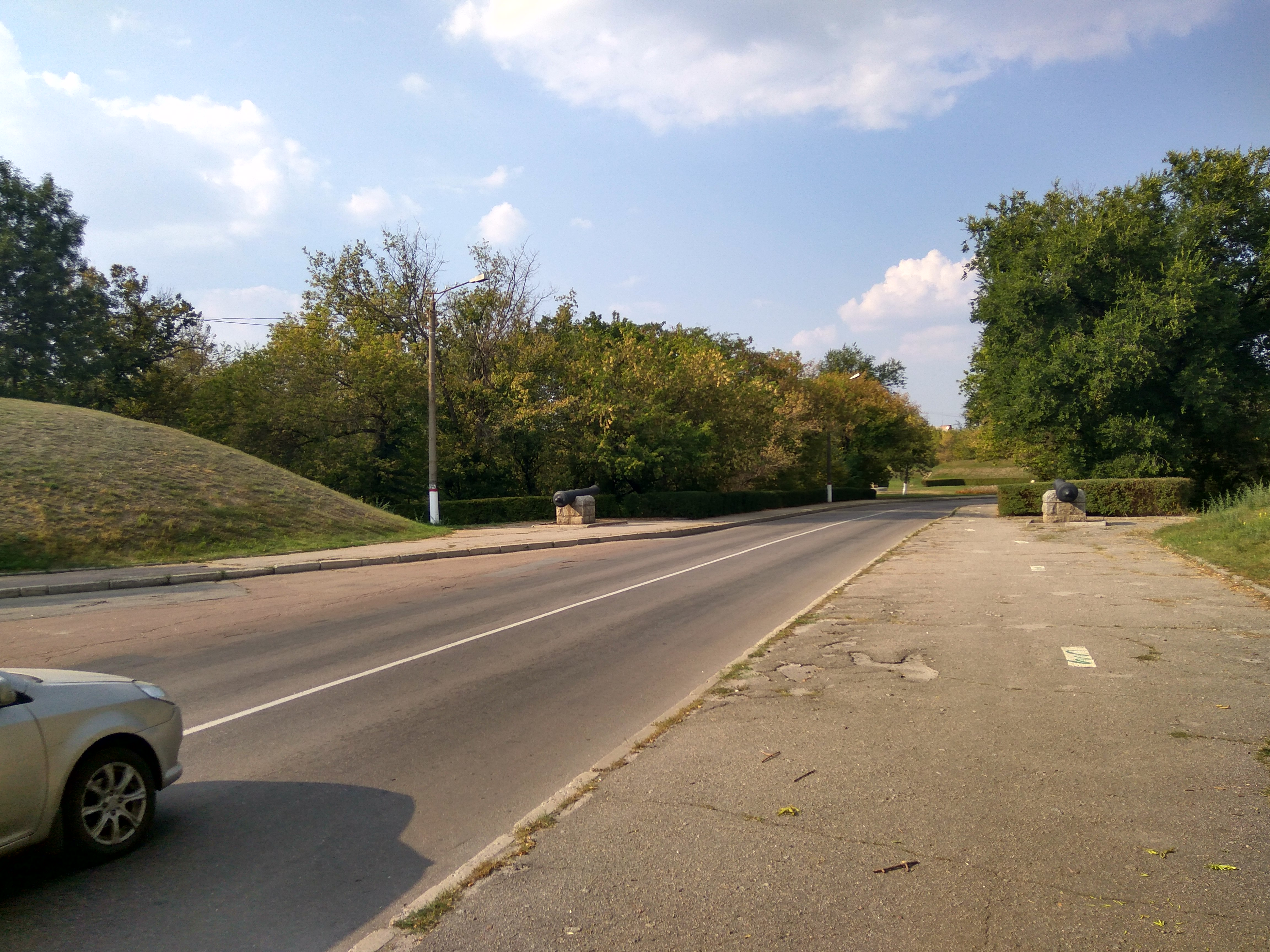
Місце колишніх головниз воріт
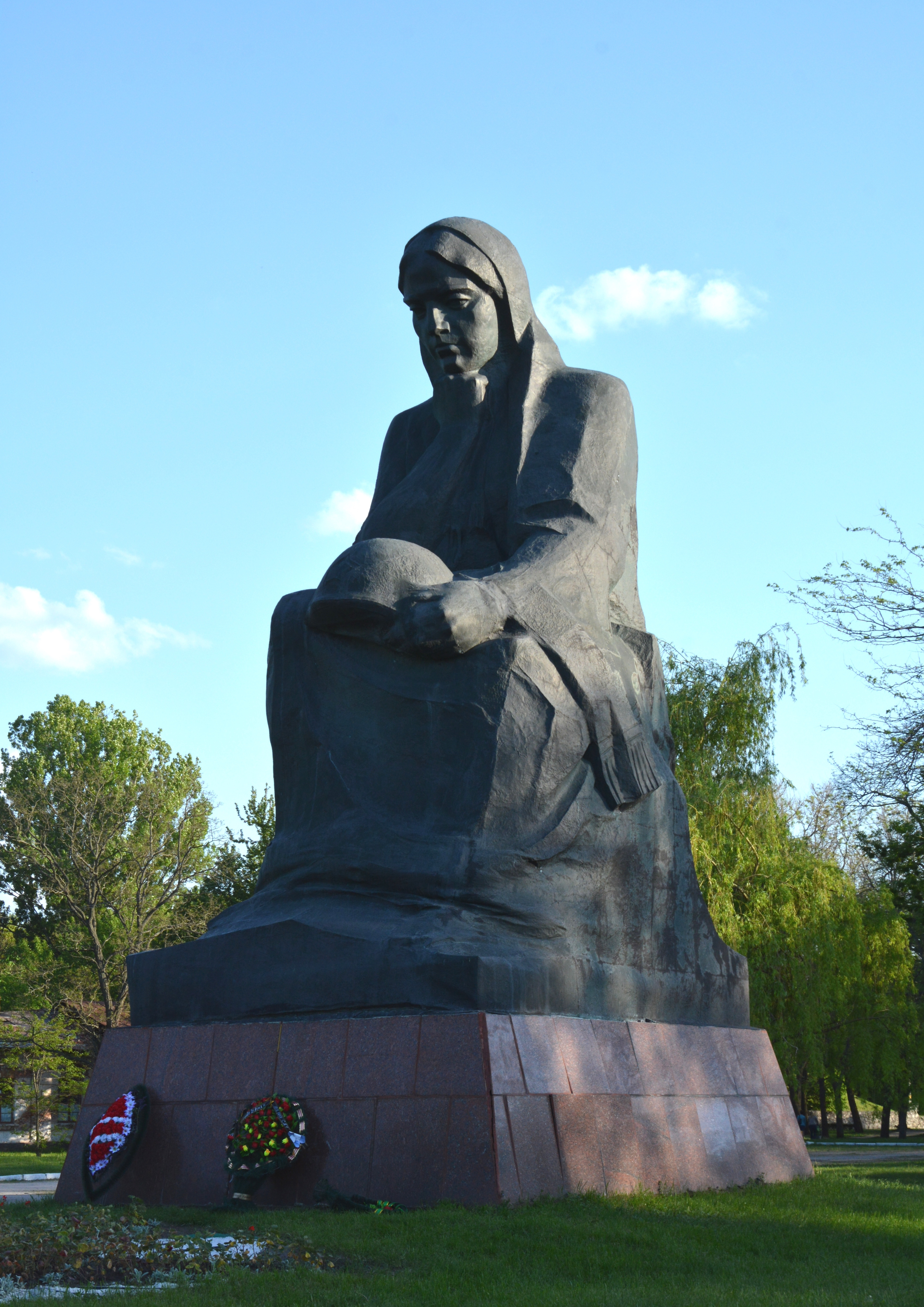
Пам'ятник "Скорботна Батьківщина-мати"
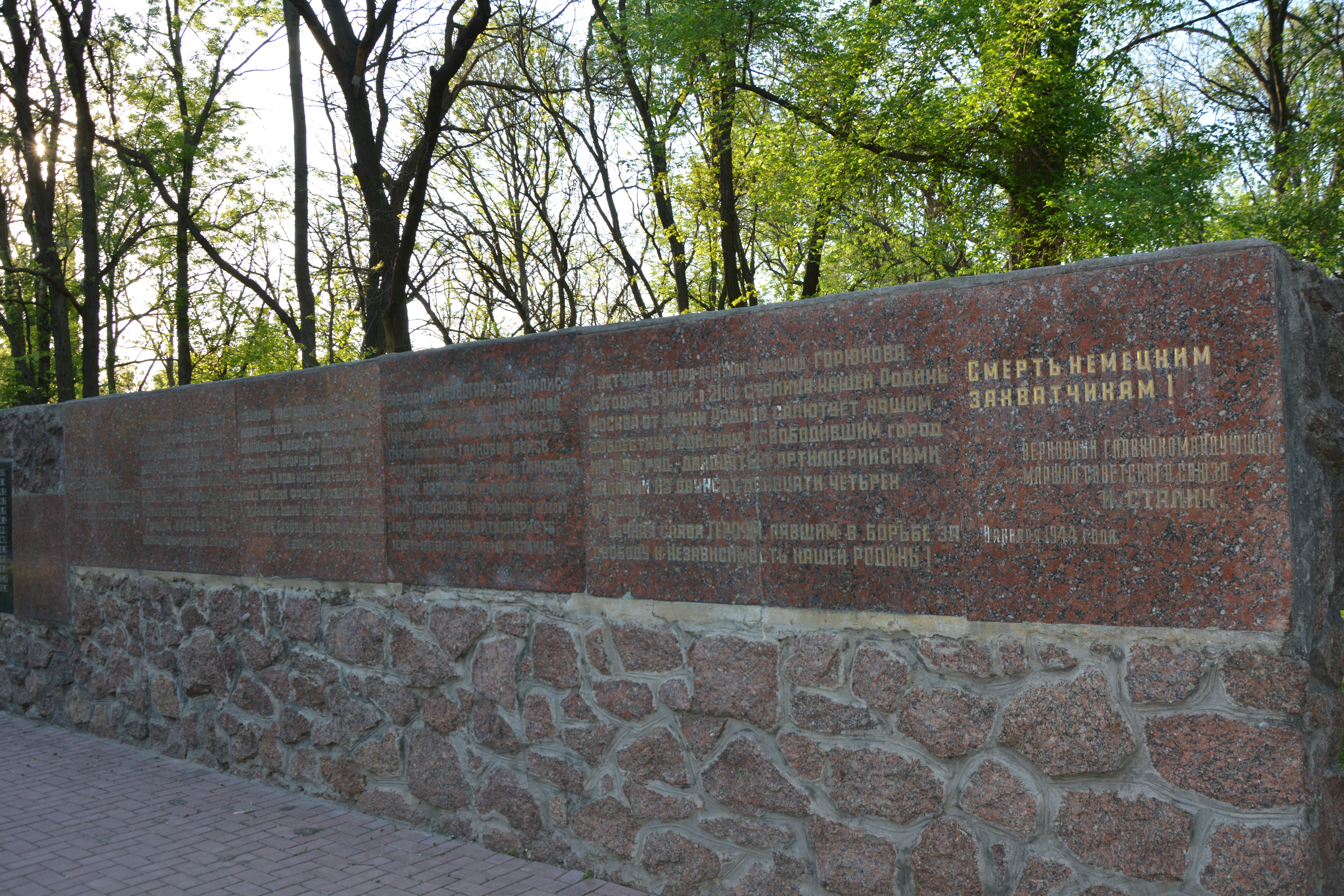
Табличка на стіні пам'яті
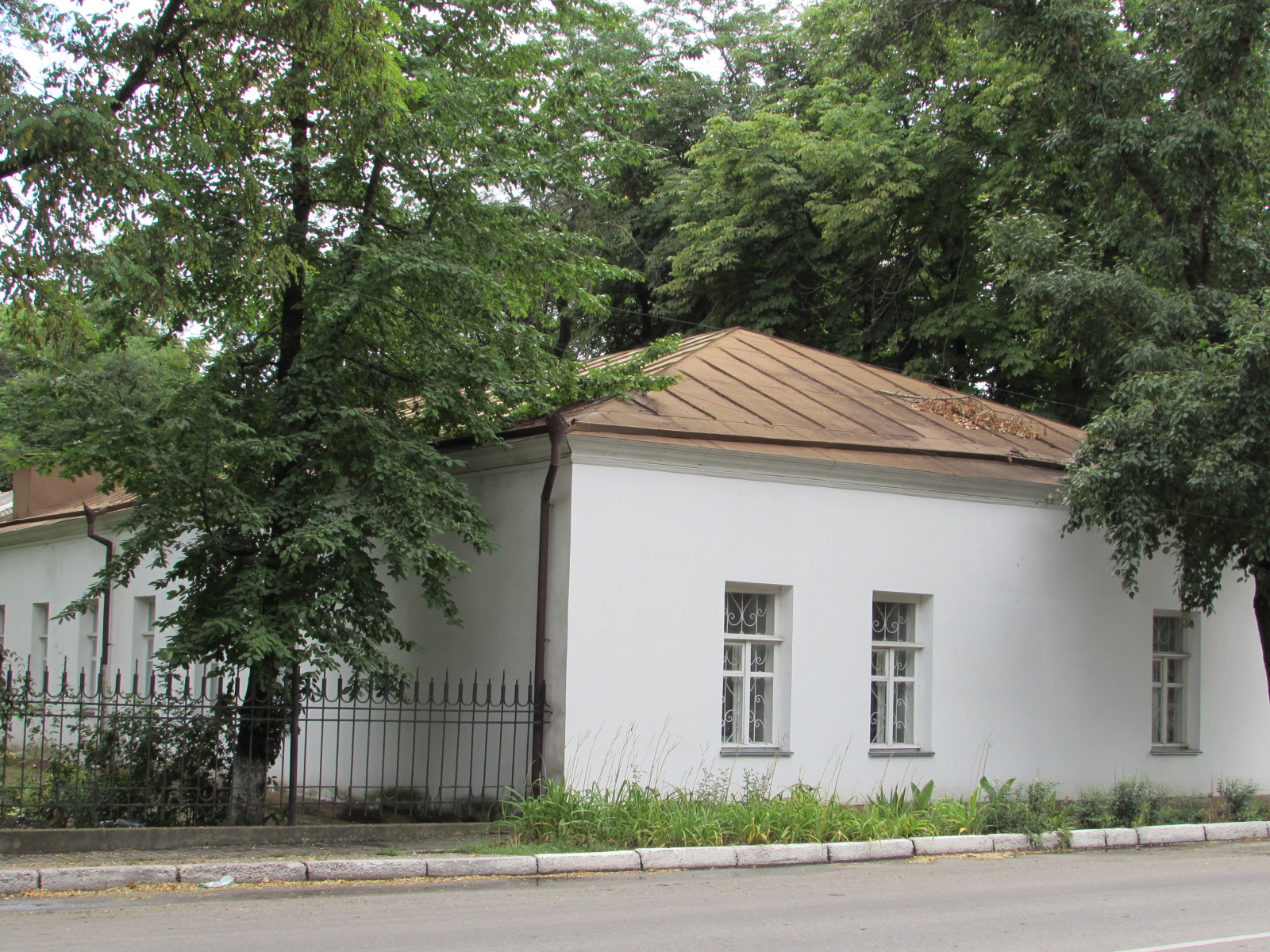
Колишній штаб російської армії
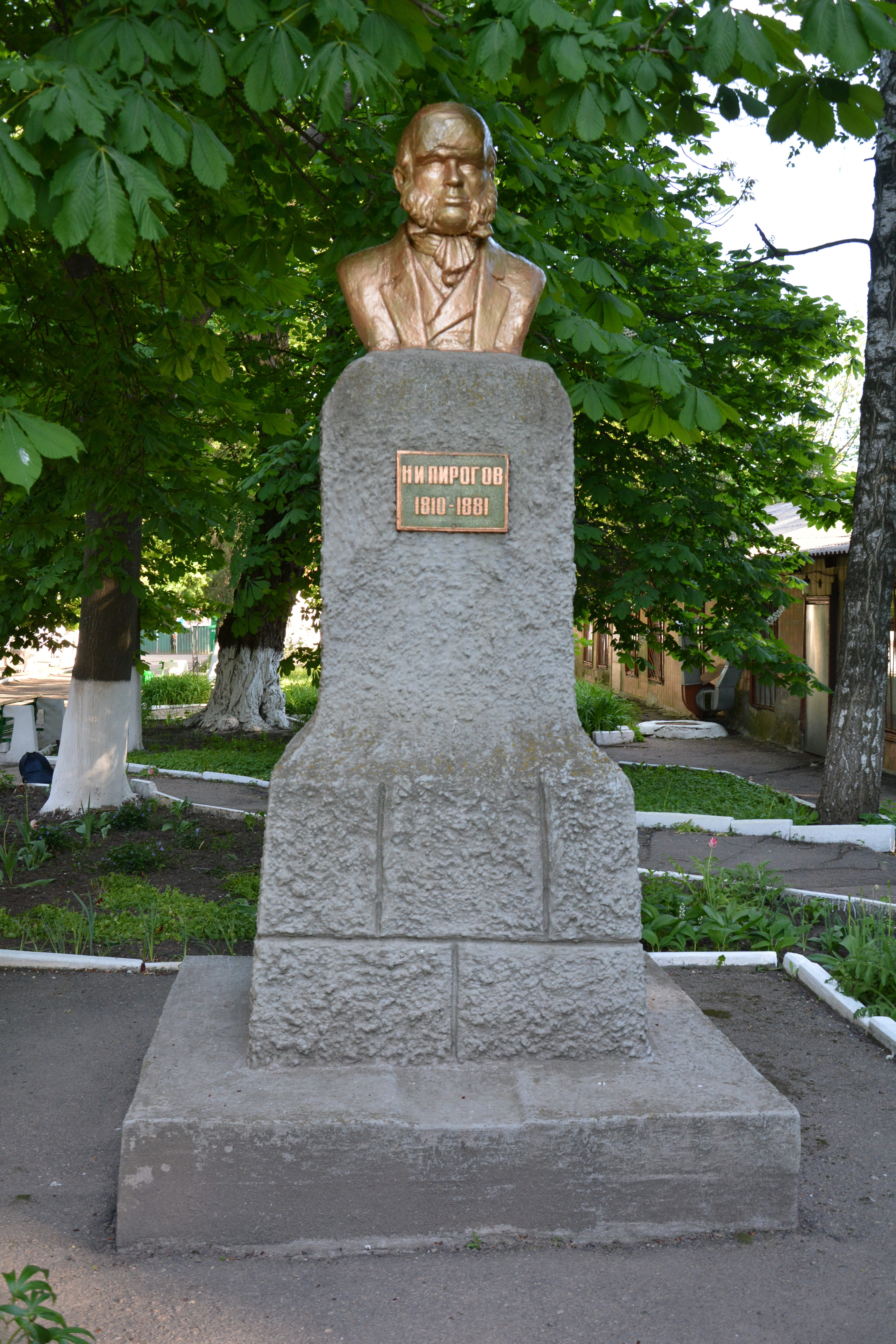
Погруддя лікарю Миколі Пирогову
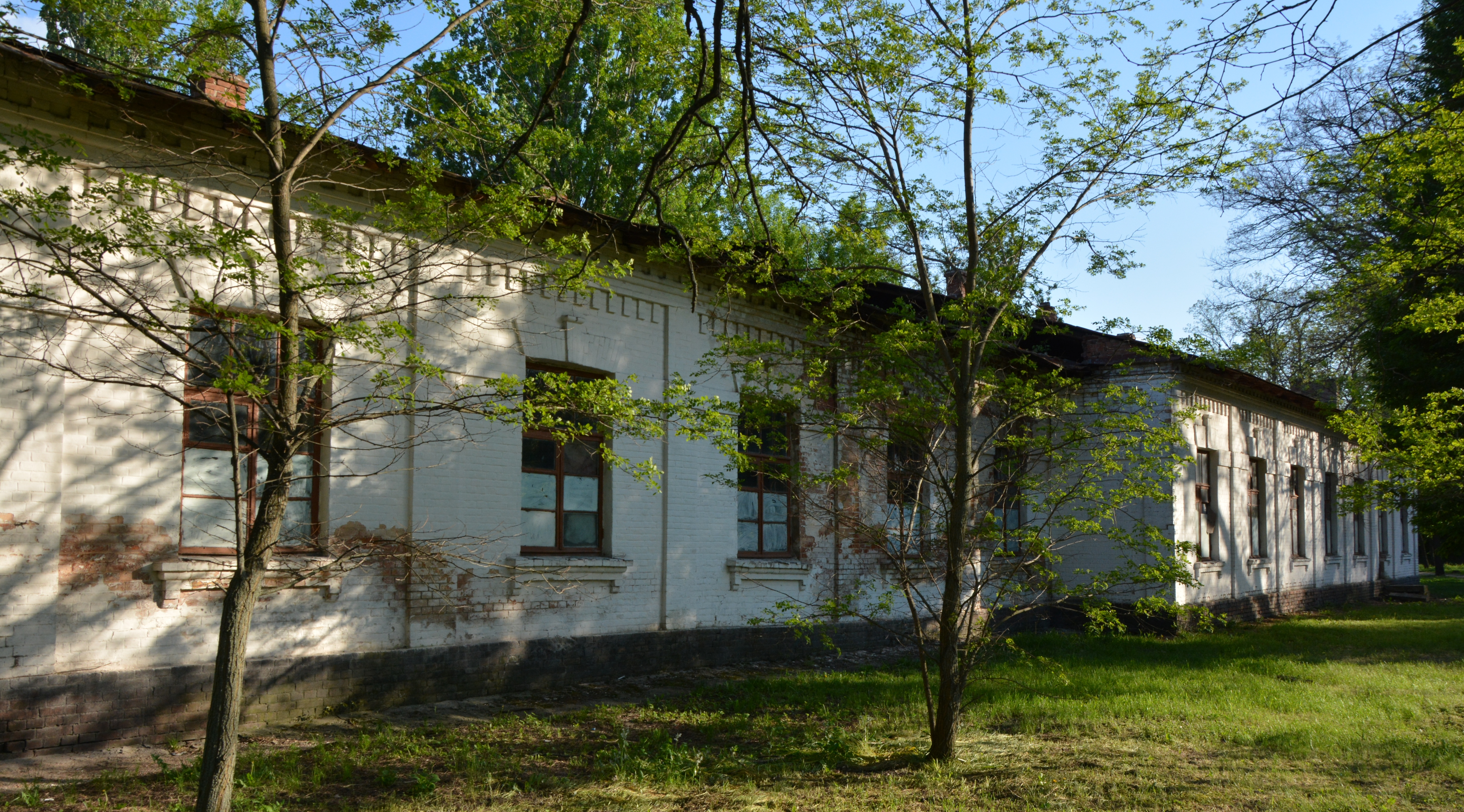
Колишня лікарня
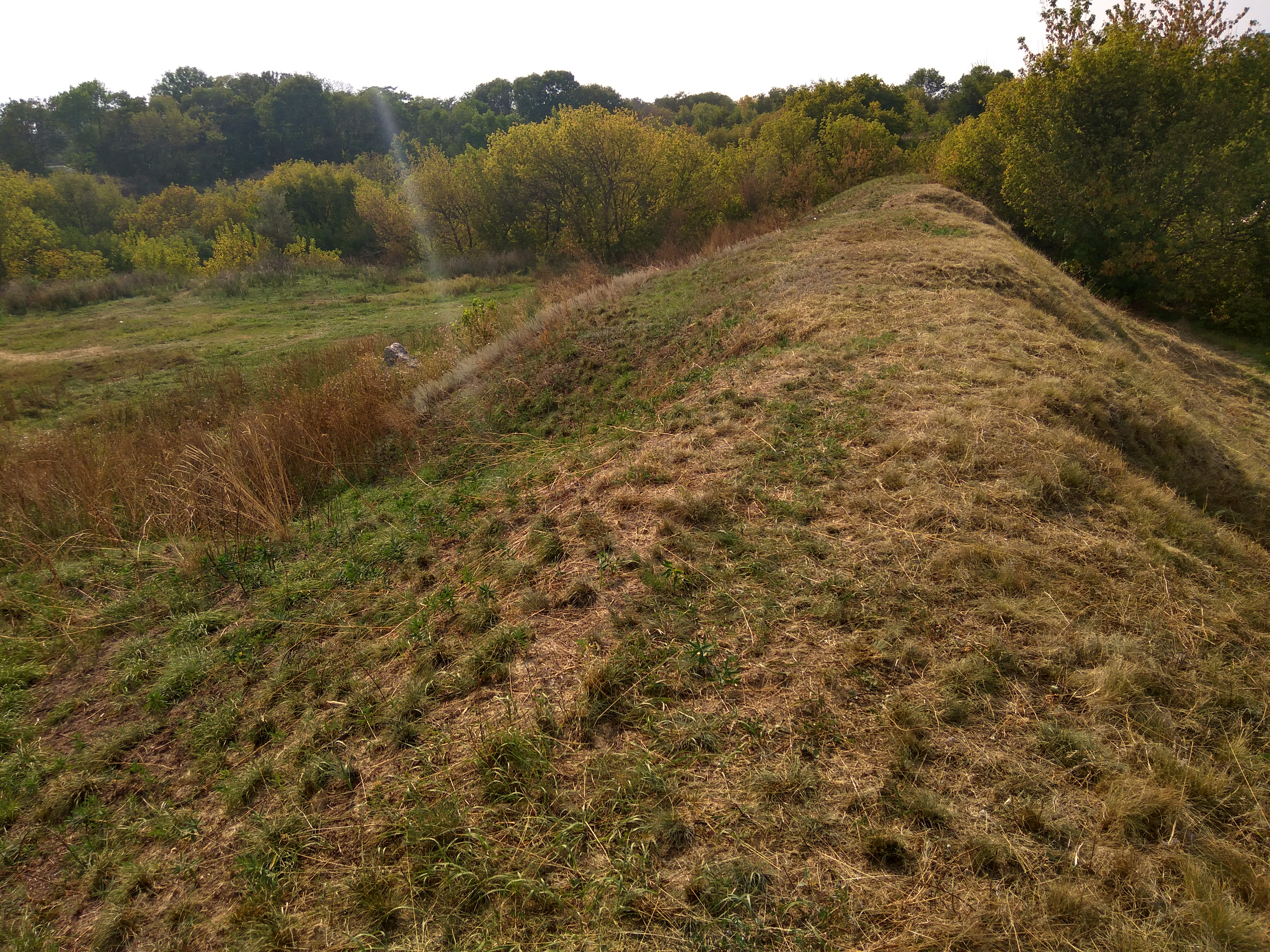
Один з земляних валів
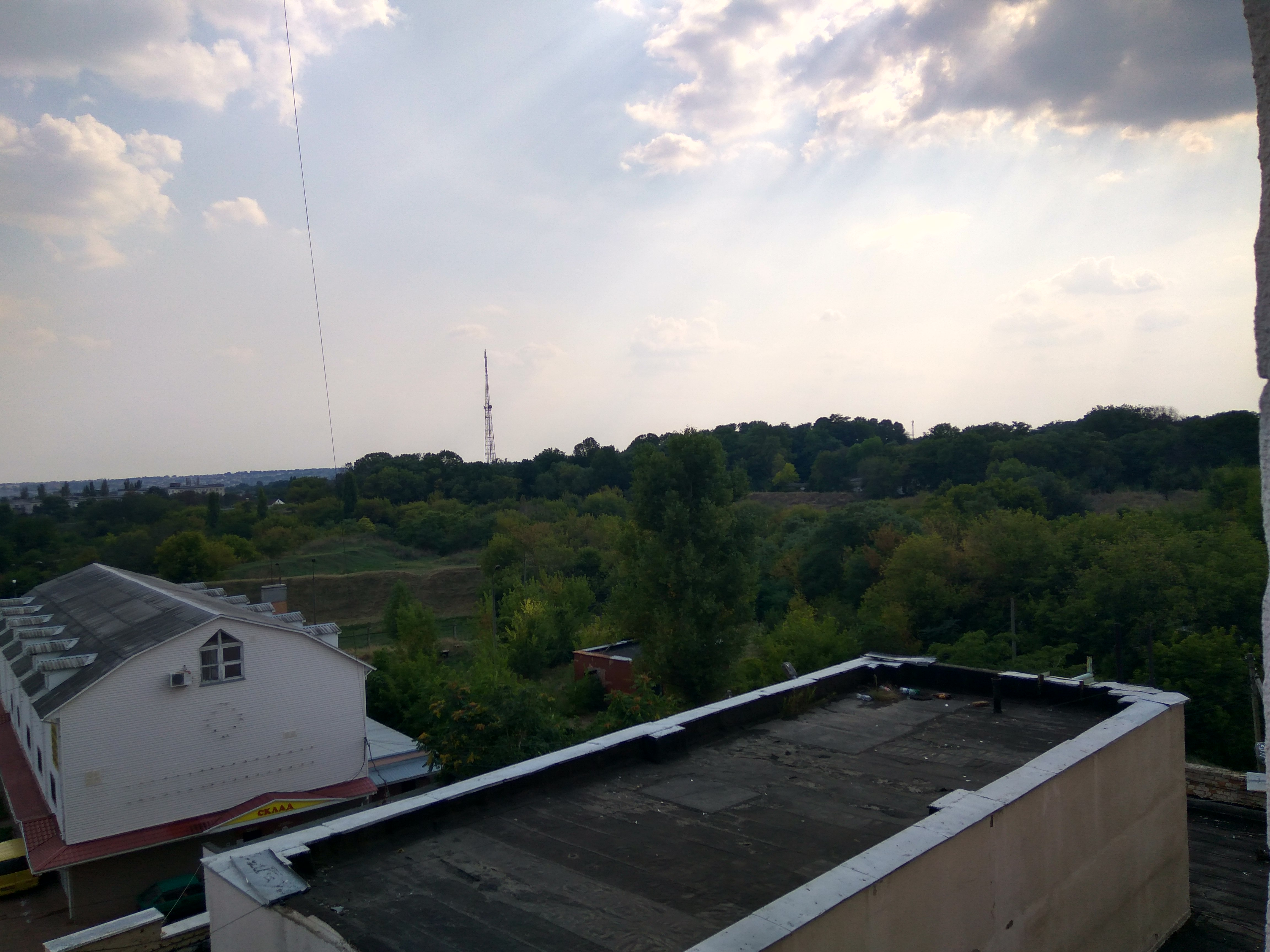
Вигляд згори
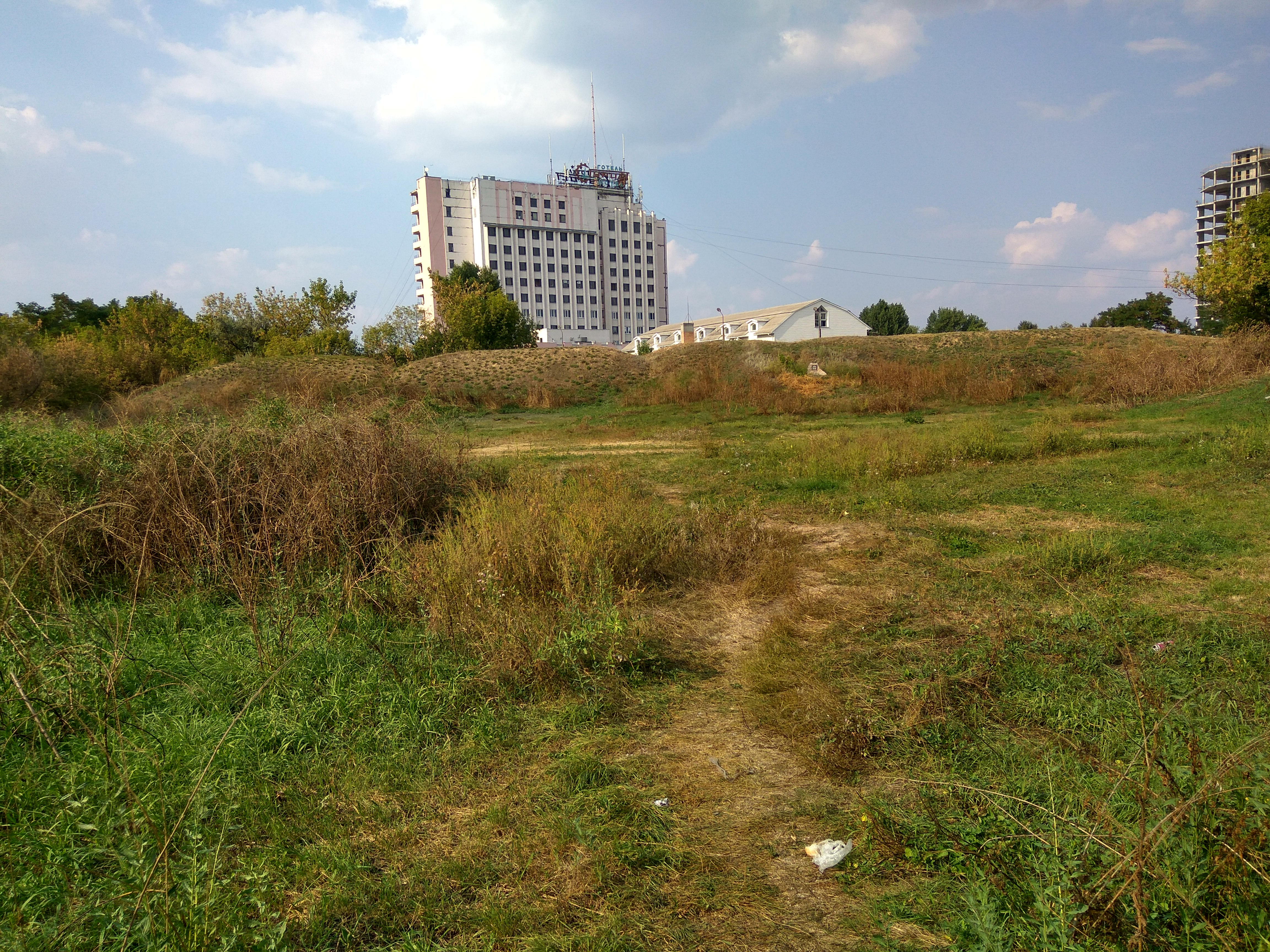
Північна частина валів
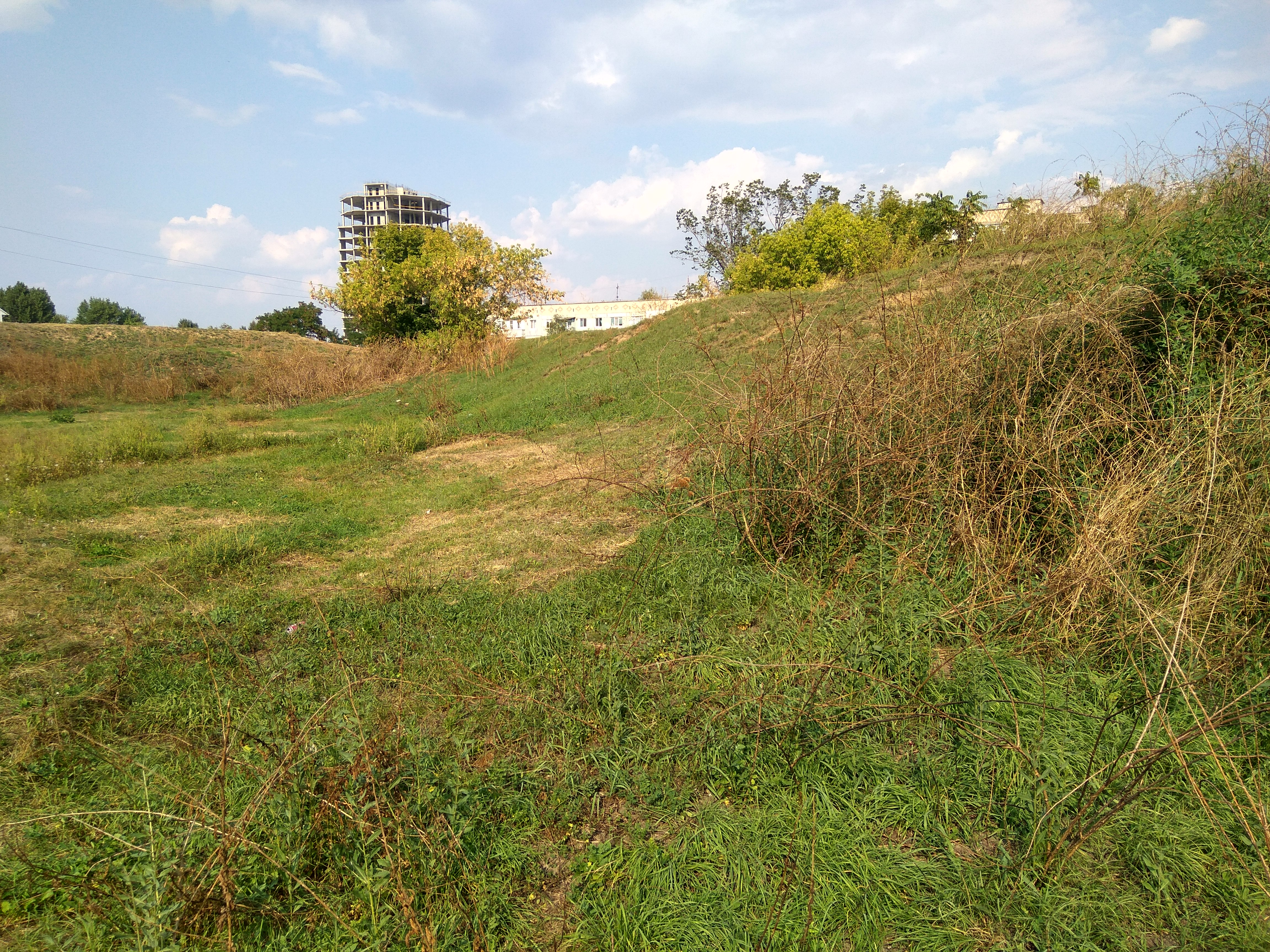
Східна частина
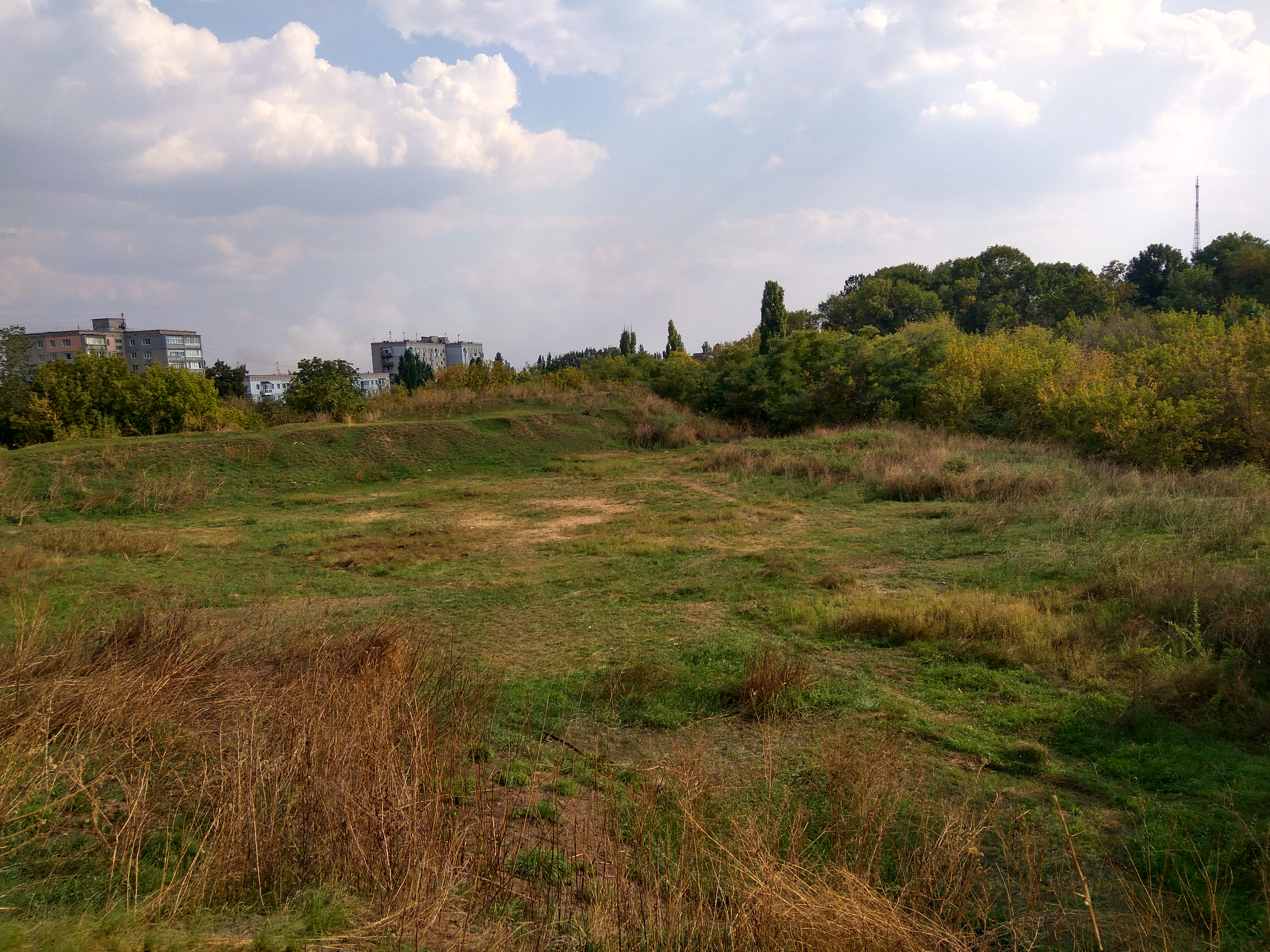
Західна частина
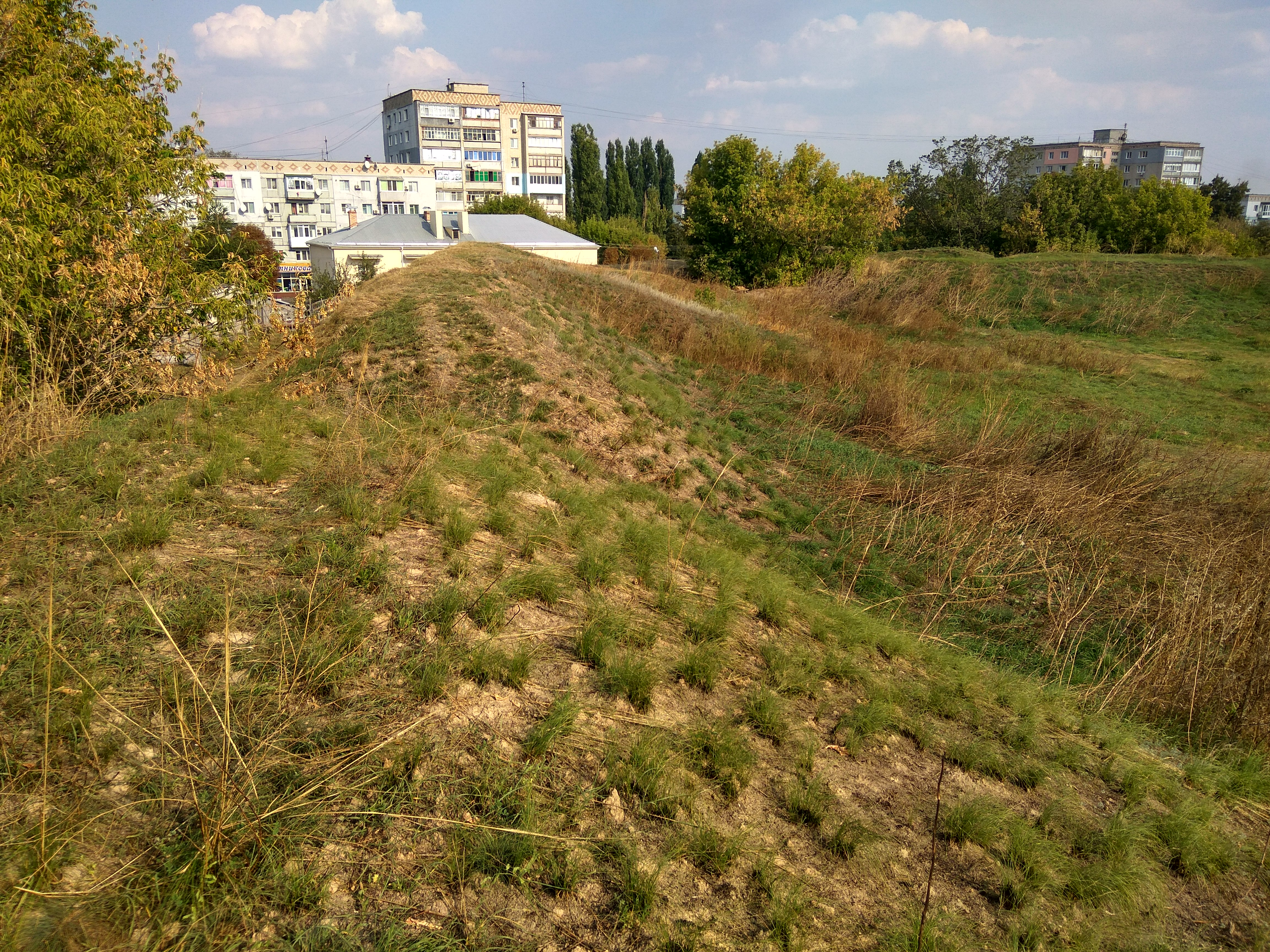
Південна частина
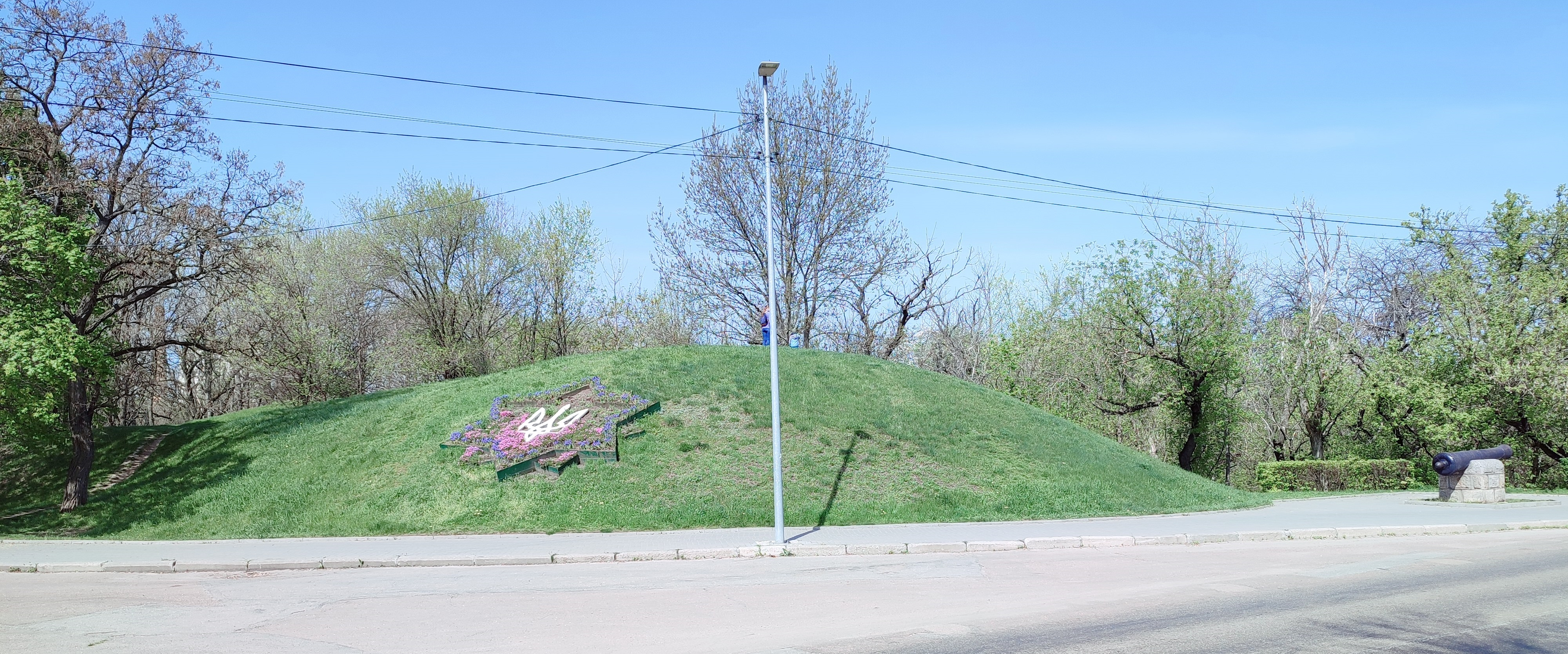
Герб України
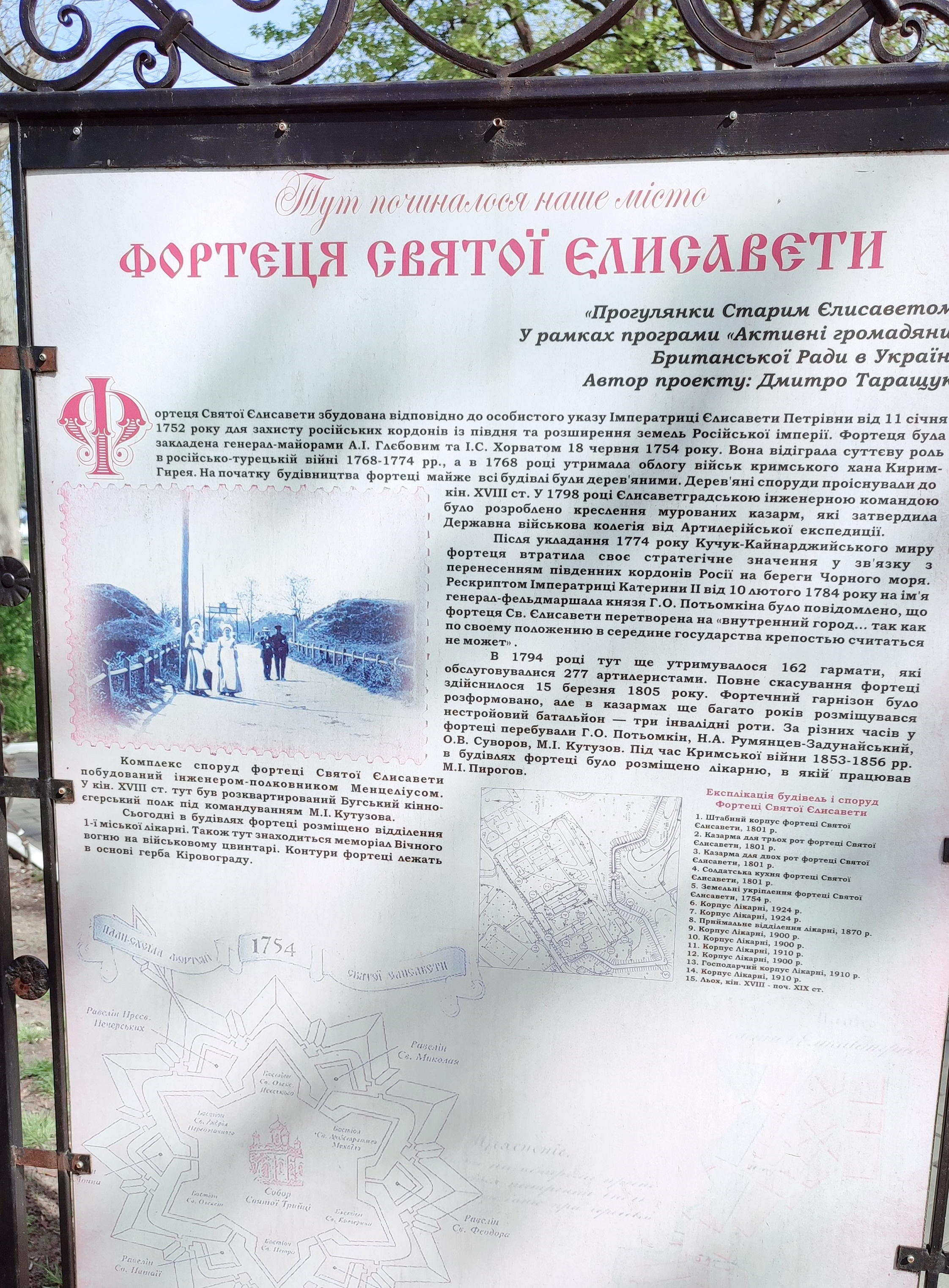
Схема
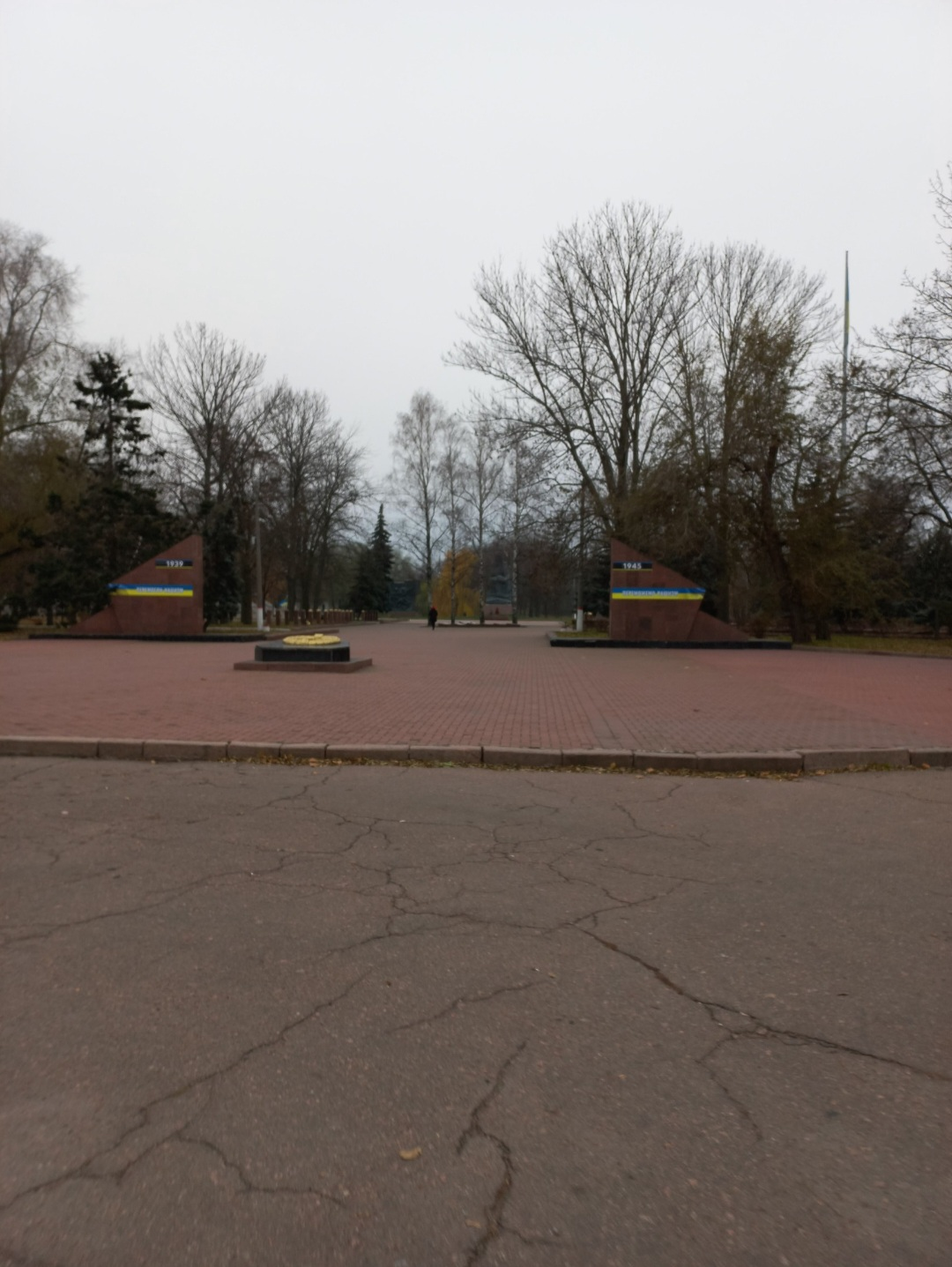
Пантеон Вічної Слави, 2024
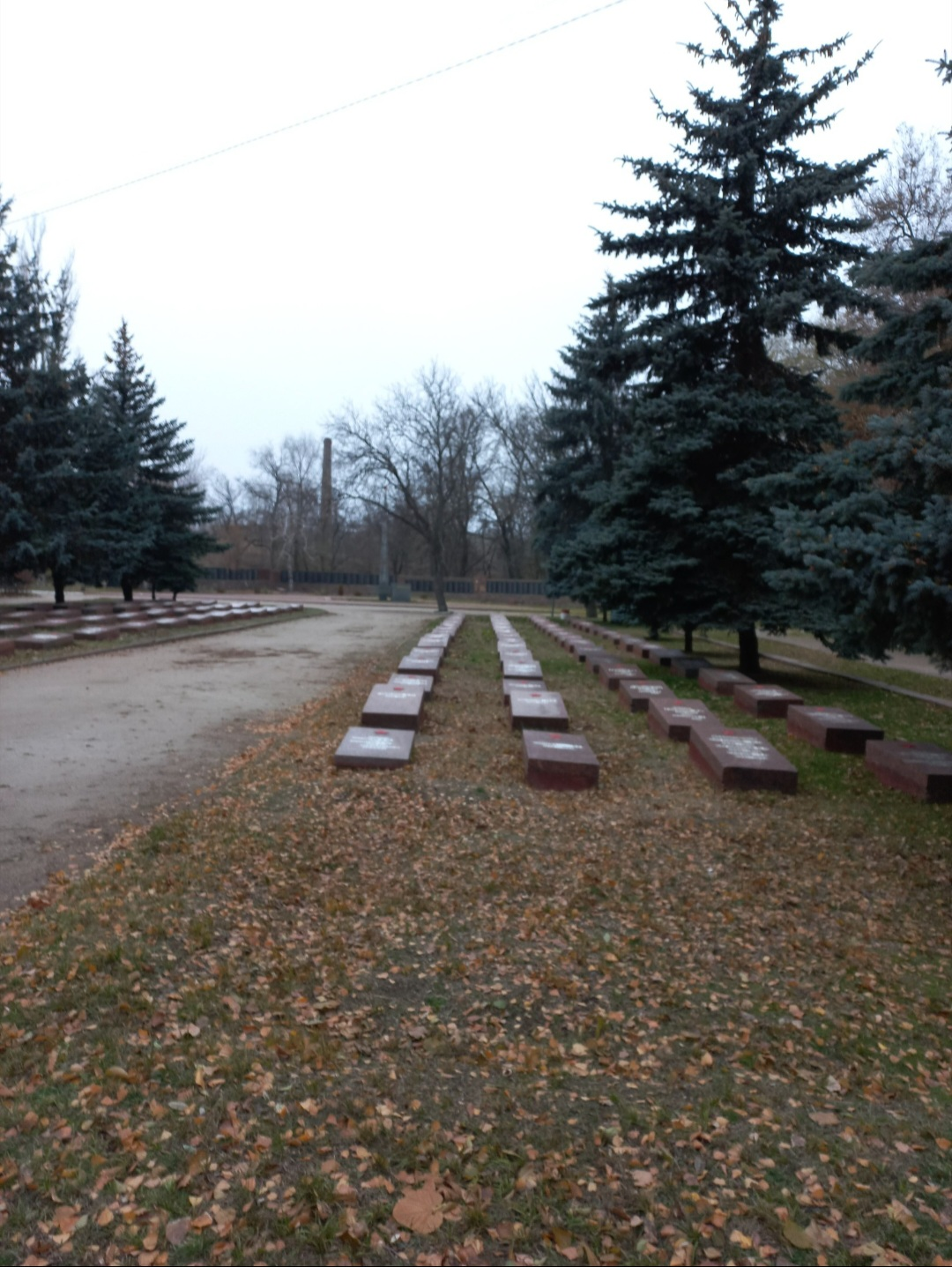
Могили загиблих за визволення міста, 2024
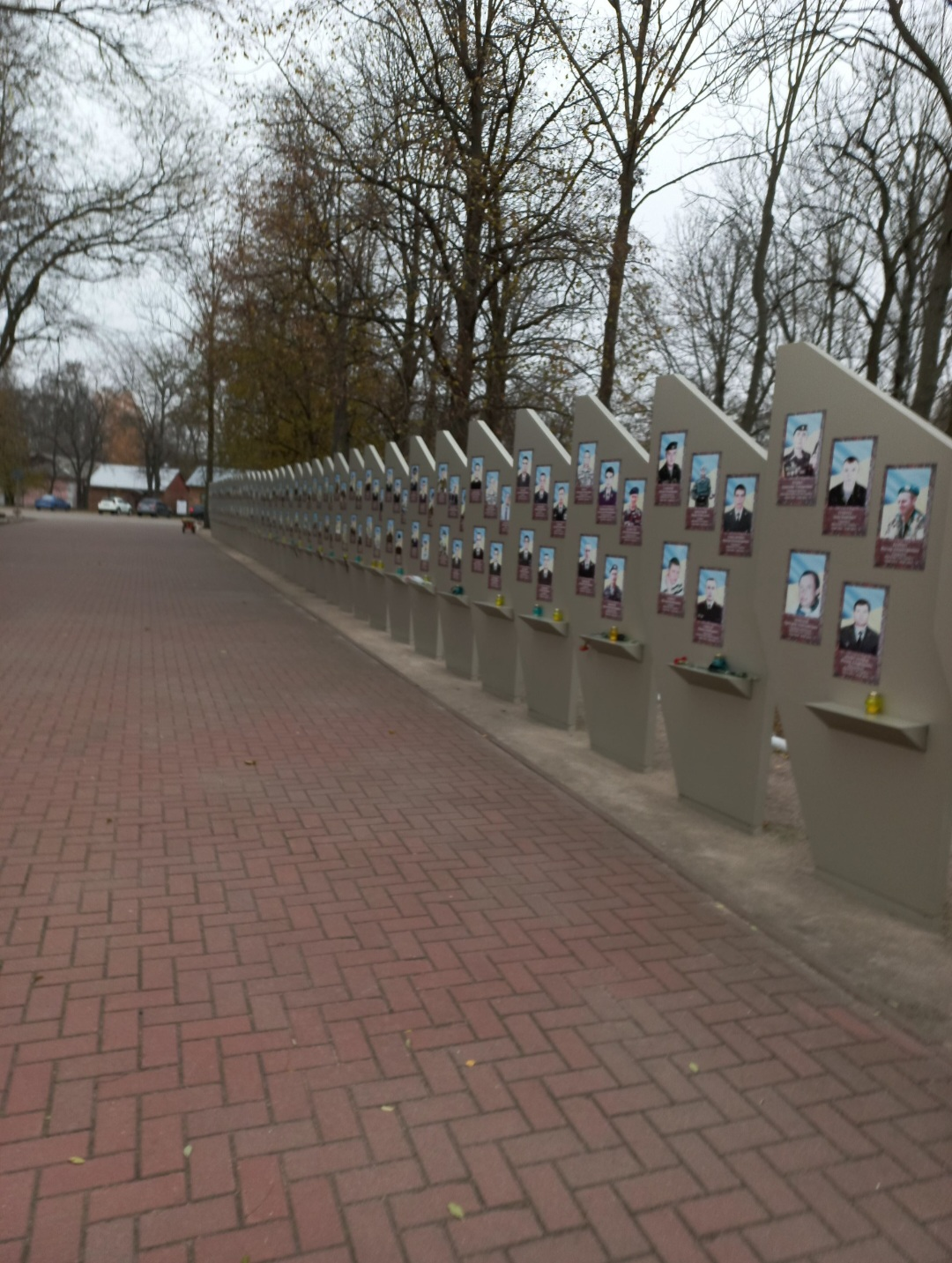
Аллея героїв АТО
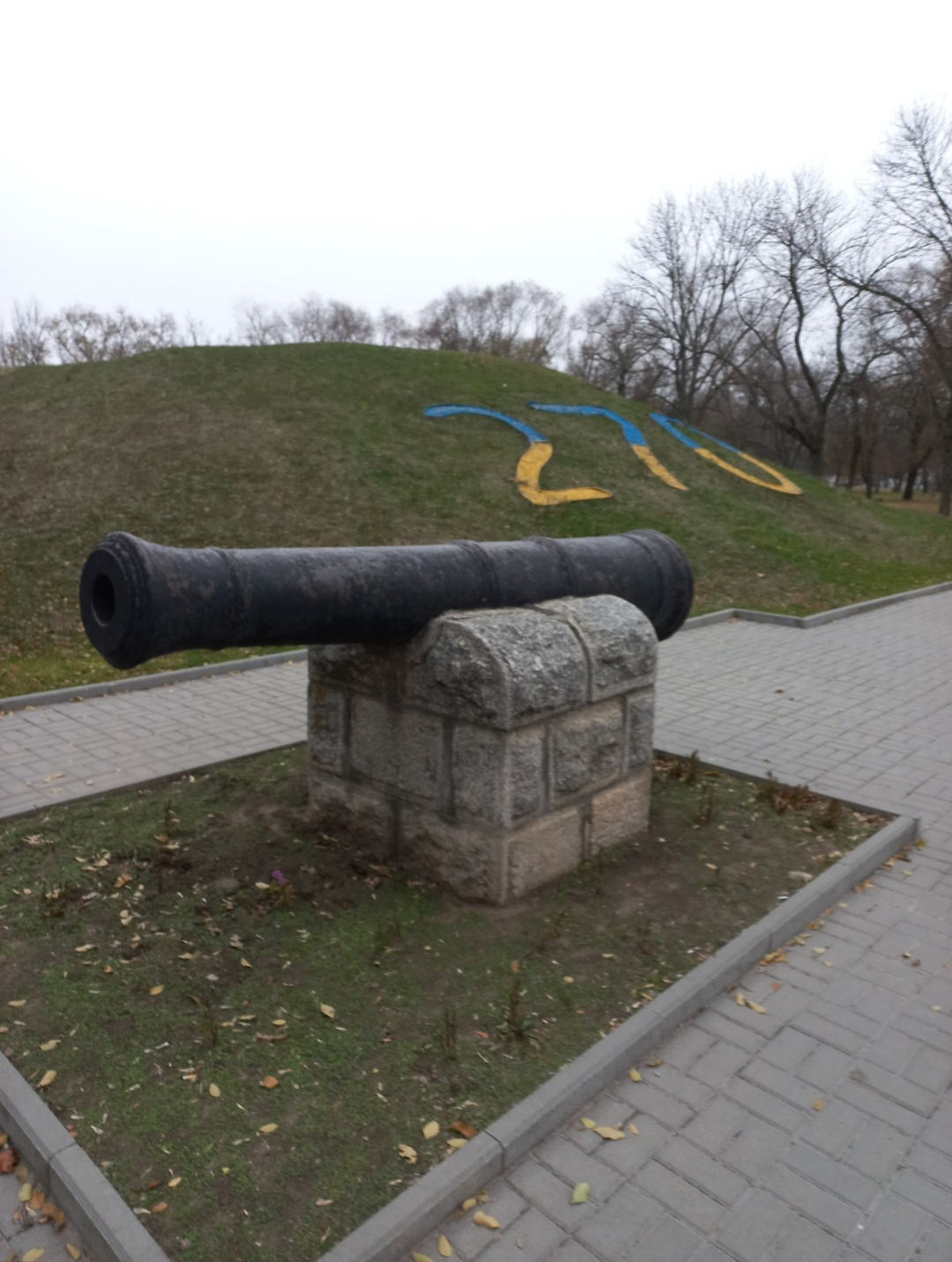
Одна з гармат, 2024
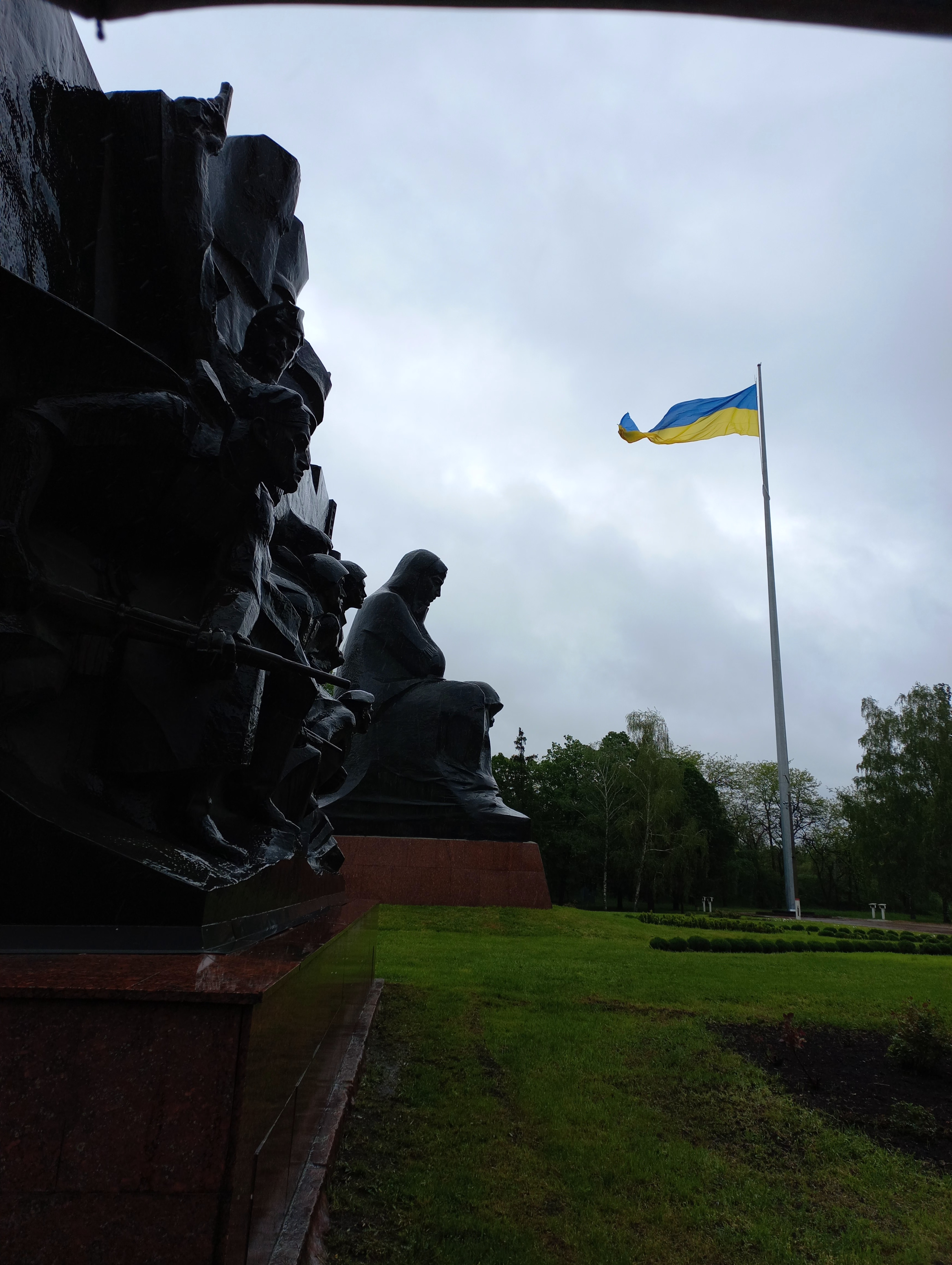
Статуї, День Європи 2025